# Ataque a Pearl Harbor
El ataque a Pearl Harbor fue una ofensiva militar sorpresa efectuada por la Armada Imperial Japonesa contra la base naval de los Estados Unidos en Pearl Harbor (Hawái) en la mañana del domingo 7 de diciembre de 1941. El ataque pretendía ser una acción preventiva destinada a evitar la intervención de la Flota del Pacífico de los Estados Unidos en las acciones militares que el Imperio del Japón estaba planeando realizar en el Sudeste Asiático contra las posesiones ultramarinas del Reino Unido, Francia, Países Bajos y Estados Unidos. Los japoneses hicieron coincidir esta ofensiva con el ataque a las posesiones del Imperio británico en Hong Kong, Malasia y Singapur, las cuales estaban ya en su poder a mediados de febrero de 1942.
El ataque comenzó a las 7:48 a. m. hora local, y fue llevado a cabo por 353 aviones japoneses, que incluían cazas de combate, bombarderos y torpederos que despegaron de seis portaaviones. Resultaron dañados los ocho acorazados estadounidenses atracados en el puerto, y cuatro de ellos se hundieron. De estos ocho, dos fueron reflotados y cuatro reparados, por lo que seis pudieron volver a entrar en servicio más tarde, durante la guerra. El ataque japonés también hundió o dañó tres cruceros, tres destructores, un buque escuela y un minador. Los estadounidenses perdieron 188 aviones, murieron 2403 estadounidenses y otros 1178 resultaron heridos de diversa consideración. Sin embargo, los japoneses no atacaron la central eléctrica, el astillero, las instalaciones de mantenimiento, los depósitos de combustible y torpedos, los muelles de submarinos y el edificio del cuartel general y de la sección de inteligencia. Los nipones perdieron 29 aeronaves y cinco minisubmarinos, además de sufrir 65 bajas militares entre muertos y heridos. Uno de los tripulantes de los minisubmarinos, Kazuo Sakamaki, fue capturado.
El ataque conmocionó profundamente al pueblo estadounidense y llevó directamente a la entrada de los Estados Unidos en la Segunda Guerra Mundial, tanto en los teatros de guerra de Europa como del Pacífico. Al día siguiente de esta ofensiva, 8 de diciembre, Estados Unidos le declaró la guerra al Imperio del Japón. La fuerte postura de no intervención en el conflicto desapareció, mientras que la asistencia clandestina al Reino Unido se le reemplazó por una alianza plena. La Alemania nazi y la Italia fascista declararon la guerra a Estados Unidos el 11 de diciembre, en respuesta a las operaciones puestas en marcha en contra de la potencia asiática del Eje.
La inexistencia de una declaración formal por parte nipona mientras se llevaban a cabo negociaciones que parecían prosperar, llevó al presidente estadounidense Franklin D. Roosevelt a calificar al 7 de diciembre de 1941 como «una fecha que vivirá en la infamia». Además, el ataque a Pearl Harbor fue juzgado en los Juicios de Tokio como crimen de guerra.

## Antecedentes
El ataque a Pearl Harbor buscaba neutralizar la Flota del Pacífico de los Estados Unidos y así proteger el avance de Japón en la Malasia británica y en las Indias Orientales Neerlandesas, donde pretendían acceder a recursos naturales como petróleo y caucho. La guerra entre Japón y los Estados Unidos era una posibilidad de la que ambas naciones eran conscientes desde la década de 1920 y para la que habían hecho planes, aunque las tensiones no comenzaron a surgir seriamente hasta la invasión japonesa de Manchuria en 1931. En la década siguiente el imperio nipón continuó su expansión en China, lo que dio lugar a una guerra que se desató en 1937. Para asegurar su victoria en el continente Japón trató de aislar a China y conseguir ser autosuficiente en recursos naturales. Con esta finalidad diseñó la «Operación del sur». Sin embargo, desde diciembre de 1937 hechos como el ataque japonés al barco estadounidense USS Panay y la masacre de Nankín, en la que fueron asesinadas más de 200 000 personas, puso a toda la opinión pública occidental en contra de Japón e hizo que aumentara el miedo por el expansionismo nipón. Ello llevó a los Estados Unidos, el Reino Unido y Francia a proveer asistencia financiera a la República de China para la compra de armamento.
En 1940 Japón ocupó la Indochina francesa en un esfuerzo por lograr el control de los suministros que llegaban a China. Los Estados Unidos cancelaron los envíos de aeronaves, repuestos, maquinaria y combustible de aviación, algo que los japoneses percibieron como poco amistoso. Sin embargo, la nación norteamericana no detuvo entonces las exportaciones de petróleo a Japón porque Washington creyó que sería una medida extrema dada la dependencia nipona del crudo estadounidense y porque ello sería visto como una provocación por Japón.

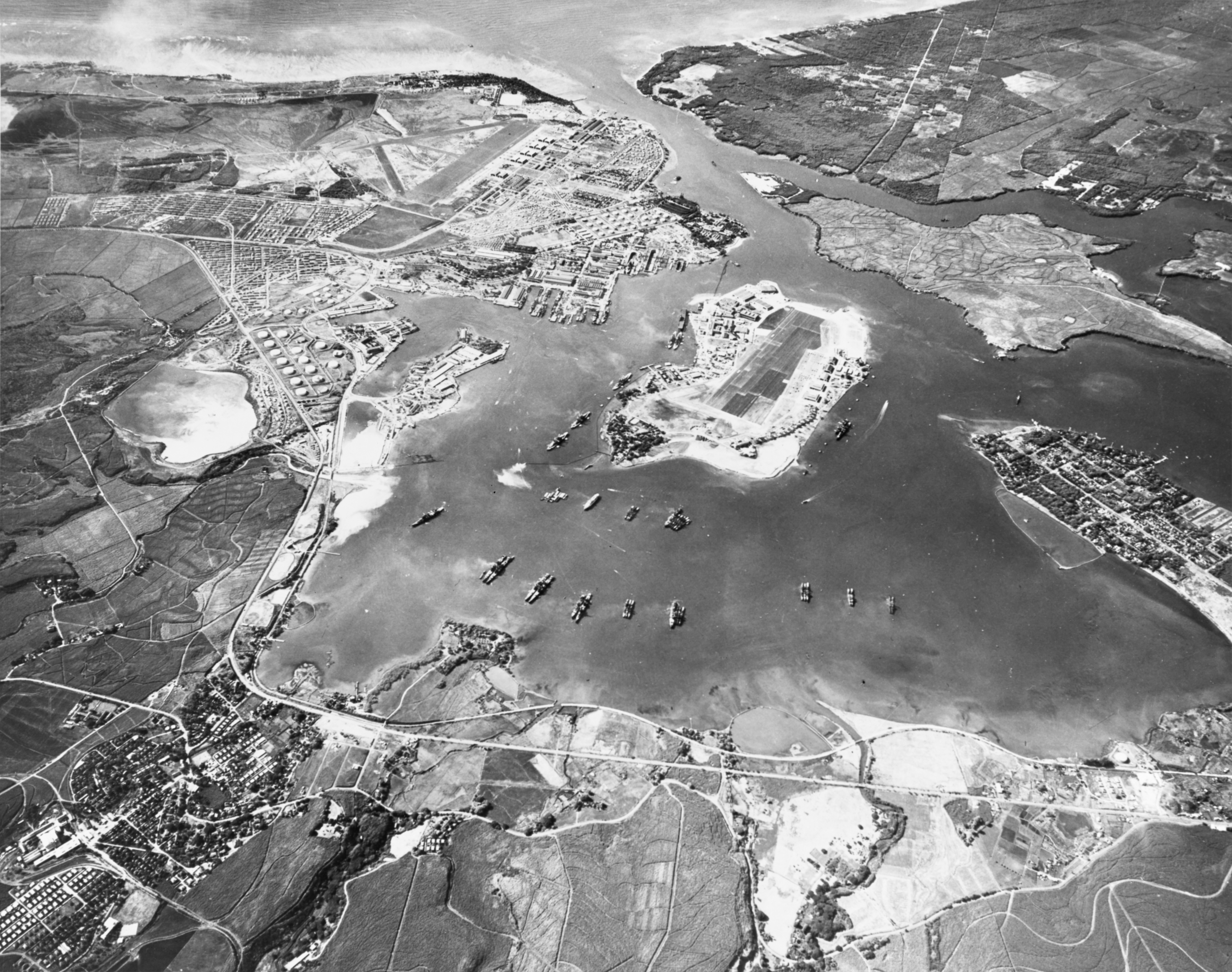
Pearl Harbor el 30 de octubre de 1941.

A comienzos de 1941 el presidente estadounidense Franklin D. Roosevelt ordenó el traslado de la Flota del Pacífico a Hawáii desde su base anterior en San Diego y ordenó el rearme de las Filipinas con la esperanza de disuadir la agresión japonesa en el extremo oriente. El alto mando japonés estaba erróneamente convencido de que cualquier ataque a las colonias británicas en el Sureste Asiático provocaría la entrada de los Estados Unidos en la guerra mundial, por lo que decidió llevar a cabo un devastador ataque preventivo que impidiera la interferencia naval estadounidense. Esa estrategia japonesa de un gran ataque naval preventivo ya había sido usada por Japón contra los rusos en la guerra ruso-japonesa el 8 de febrero de 1904 en Port Arthur (véase Batalla de Port Arthur). Los planificadores japoneses también consideraron necesaria una invasión de las islas Filipinas. El Plan de Guerra Naranja estadounidense preveía la defensa de las Filipinas con una fuerza de élite de 40 000 hombres, pero el general Douglas MacArthur se oponía porque pensaba que era necesaria una fuerza diez veces más numerosa, por lo que este plan nunca fue implementado. En 1941 los estrategas estadounidenses anticiparon el abandono de las Filipinas y para ello dieron órdenes al almirante Thomas Hart, comandante de la Flota Asiática, a fines de ese año.
Los Estados Unidos cesaron la exportación de petróleo a Japón en julio de 1941, una vez que se produjo la invasión nipona de la Indochina francesa aprovechando la caída de Francia, aunque en esta decisión también influyeron las nuevas restricciones del gobierno estadounidense al consumo interno. Este giro llevó a los japoneses a poner en marcha los planes de conquista de las Indias Orientales Neerlandesas, territorio rico en petróleo. La planificación preliminar de los japoneses para atacar en Pearl Harbor y así proteger su movimiento hacia el «Área de recursos del sur» (el término japonés para todo el sureste asiático en general) había comenzado a principios de 1941 bajo el auspicio del almirante Isoroku Yamamoto, entonces comandante de la Flota Combinada japonesa. Este consiguió, tras batallar mucho con el Cuartel General Naval, la autorización del Estado Mayor de la Armada Imperial Japonesa para desarrollar un plan formal y el entrenamiento necesario, llegando a amenazar con la renuncia a su puesto. La planificación a gran escala fue desarrollada por el capitán Minoru Genda a comienzos de la primavera de 1941. El equipo de planificación estudió el intensivo ataque aéreo que los británicos habían desarrollado en 1940 contra la flota italiana en Tarento, ejemplo que fue de gran utilidad para ellos en la planificación de su bombardeo de las fuerzas navales en Pearl Harbor.
En los siguientes meses se entrenaron pilotos, se adaptó el equipamiento y se recogió información. A pesar de estos preparativos, el plan de ataque no fue aprobado por el emperador Hirohito hasta el 5 de noviembre, tras la tercera de las cuatro conferencias imperiales organizadas para tratar el asunto. Hasta el 1 de diciembre el emperador no dio su autorización final, después de que la mayoría de los jefes militares japoneses le aconsejaran que la Nota Hull podría «destruir los frutos del incidente de China, poner en peligro Manchukuo y socavar el control japonés de Corea».
A fines de 1941 muchos observadores creían que las hostilidades entre los Estados Unidos y Japón eran inminentes. Una encuesta llevada a cabo justo antes del ataque arrojó que un 52 % de los estadounidenses esperaba la guerra con Japón, un 27 % no la esperaba y un 21 % no tenía opinión. Aunque las bases e instalaciones de los Estados Unidos en el Pacífico habían sido puestas en alerta numerosas veces, los militares estadounidenses dudaban que Pearl Harbor fuera un objetivo y creían que las Filipinas serían atacadas primero, presunción que se fundaba en la amenaza que las bases estadounidenses a lo largo del país y la base naval de Manila suponían para el envío de suministros de Japón hacia el sur. Asimismo, estaban convencidos de que el Imperio del Japón era incapaz de montar más de una gran operación naval al mismo tiempo.

## Plan de ataque

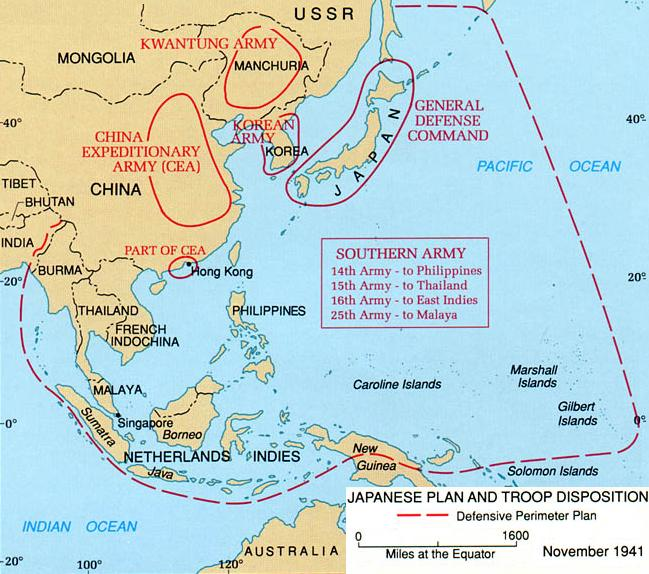
Plan de las ofensivas japonesas previstas en el Pacífico y en el Sudeste de Asia, simultáneamente al ataque a Pearl Harbor.

El plan de ataque a Pearl Harbor fue obra del almirante jefe de la Flota Combinada, Isoroku Yamamoto, quien paradójicamente no creía que Japón pudiera ganar una guerra con Estados Unidos y así lo había advertido al Estado Mayor de la Armada —«No se debe librar una guerra con unas probabilidades tan pequeñas de victoria», había escrito en su informe—. Pero Yamamoto pensaba que si la guerra finalmente estallaba su obligación era explorar la más mínima posibilidad que hubiera de ganarla. Así desde la firma del Pacto Tripartito en septiembre de 1940, al que se había opuesto porque estaba convencido de que conduciría a la guerra con las potencias occidentales, había comenzado a diseñar la estrategia de la guerra en el Pacífico, llegando a la conclusión de que la única opción de victoria para Japón era asestar un golpe decisivo al inicio de la guerra que quizá obligara a Estados Unidos a negociar, y que ese golpe debía ser el ataque a la flota estadounidense del Pacífico en su propia base de Pearl Harbor, en las islas Hawái. Una idea descabellada, y así se lo pareció al embajador estadounidense en Tokio Joseph Grew, cuando a finales de enero de 1941 le llegaron «rumores de guerra» de que «las fuerzas militares japonesas estaban planeando un ataque sorpresa masivo en Pearl Harbor».
| Carta del almirante Yamamoto al capitán Genda pidiéndole que estudie la viabilidad de un ataque aéreo a Pearl Harbor. Febrero de 1941 Dependiendo de los cambios que se produzcan en la situación internacional, podríamos vernos arrastrados a luchar con Estados Unidos. Si Japón y Estados Unidos fueran a la guerra, tendríamos que recurrir a una táctica radical… Deberíamos intentar, con toda la fuerza de nuestras Primera y Segunda Divisiones Aéreas, asestar un golpe a la flota estadounidense en Hawái, de forma, que durante un tiempo, Estados Unidos no pudiera avanzar hacia el Pacífico occidental. Nuestro objetivo sería un grupo de acorazados estadounidenses… No sería fácil llevar a cabo algo así. Pero estoy decidido a darlo todo para realizar este plan, supervisando yo mismo las divisiones aéreas. Me gustaría que investigara pormenorizadamente la viabilidad de un plan de estas características. |

En febrero de 1941 Yamamoto le envió una carta, por medio del contraalmirante jefe de la Undécima División Aérea Takijiro Onishi, al capitán Minoru Genda, miembro de la plana mayor de la Primera División Aérea y el mejor piloto de la Armada Imperial, en la que le pedía que «investigara pormenorizadamente la viabilidad de un plan de ataque» con aviones a Pearl Harbor, reconociendo que «no sería fácil llevar a cabo algo así». En la carta le decía que se trataba de «asestar un golpe a la flota estadounidense en Hawái, de forma que, durante un tiempo, Estados Unidos no pudiera avanzar hacia el pacífico occidental». Dos meses después Yamamoto recibió la contestación redactada por el contraalmirante Takijiro Onishi que le decepcionó porque él y Genda solo hablaban de bombardeos en picado y en altura y habían descartado el uso de torpedos lanzados desde los aviones debido a la escasa profundidad de las aguas de Pearl Harbor —los torpedos japoneses necesitaban unos treinta metros para no incrustarse en el fondo y dirigirse hacia su objetivo, mientras que la profundidad media en Pearl Harbor era de doce metros—. Pero Yamomoto insistió en que era posible el ataque con torpedos y respondió que habría que mejorarlos y entrenar a los pilotos en su uso.
Genda y Onishi se pusieron a trabajar inmediatamente en la solución de los problemas que planteaba el uso de torpedos. Con la ayuda de los técnicos consiguieron reducir drásticamente la profundidad a la que tenían que hundirse para poder dirigirse al blanco, y adiestraron a los pilotos para volar muy bajo y disminuir así la posibilidad de que los torpedos se empotrasen en el fondo marino cuando eran lanzados desde los aviones. En septiembre comenzaron los ejercicios de simulación bélica en la bahía de Kinko, en Kagoshima, elegida por su parecido con Pearl Harbor. Ninguno de los pilotos que participaron sabía cuál era el objetivo. A finales de septiembre el plan de ataque a Pearl Harbor ya estaba listo. Además de Genda y Onishi, el principal colaborador de Yamamoto en su elaboración final había sido Kameto Kuroshima, un extravagante oficial de planificación al que Yamamoto estimaba mucho porque le ofrecía soluciones que nunca se le habían ocurrido a él y que se atrevía a contradecirle.
Inicialmente el plan de ataque a Pearl Harbor presentado por Yamamoto fue rechazado por el Estado Mayor de la Armada Imperial por ser demasiado arriesgado y por emplear demasiados recursos navales que serían necesarios en otros escenarios bélicos ya que se requerían seis de los diez portaaviones con que entonces contaba la Armada Imperial. Pero Yamamoto no se conformó y envió a Tokio a Kuroshima para que defendiera el plan y como último recurso amenazara con su dimisión y la de todo su equipo si no se aceptaba. El 20 de octubre el Estado Mayor cedió —no podían perder al marino de más prestigio de la Armada— y lo aprobó, a pesar de las dudas que seguía suscitando el plan.
La fecha para el ataque se fijó en el lunes 8 de diciembre (domingo, 7 de diciembre en Hawái y los Estados Unidos) porque la luna proporcionaría ese día una luz favorable que facilitaría el vuelo de los aviones japoneses antes de que amaneciera.
El plan de ataque a Pearl Harbor, junto con el resto del orden de batalla organizado por los Estados Mayores del Ejército y de la Armada, fue presentado al emperador Hirohito en la tarde del 2 de noviembre, al día siguiente de la conferencia de enlace en la que se había decidido fijar el 30 de noviembre como la fecha límite para las negociaciones con Estados Unidos, después de la cual se desencadenarían las ofensivas previstas en el Pacífico y en el Sudeste de Asia, simultáneamente al ataque a Pearl Harbor. Los objetivos principales de la «campaña hacia el sur», junto con Pearl Harbor, eran el archipiélago de las Filipinas, posesión norteamericana, y Malasia, colonia británica que incluía la estratégica base de Singapur. También sería atacada Tailandia y a continuación la colonia británica de Birmania. Operaciones secundarias tendrían como objetivo la colonia británica de Hong Kong, y las islas de Wake y de Guam, donde la flota estadounidense del Pacífico tenía sus bases de operaciones avanzadas y donde estaban los submarinos y los aviones de reconocimiento. La conquista de las Indias Orientales Neerlandesas comenzaría cuando todos esos objetivos se hubieran alcanzado. La ofensiva tenía que concluir en un plazo máximo de 20 semanas, después de las cuales ya no quedaría ninguna fuerza aérea, naval o terrestre de Estados Unidos o de Reino Unido capaz de impedir el dominio japonés sobre el sudeste de Asia y el Pacífico occidental.
Sin embargo, el almirante Yamamoto seguía dudando de las posibilidades de una victoria de Japón. «Durante los primeros seis o doce meses de guerra contra los Estados Unidos y Reino Unido, causaré estragos en todos sus flancos y conquistaré una victoria tras otra», pronosticó. «Después… no tengo esperanzas de ganar».

### Objetivos

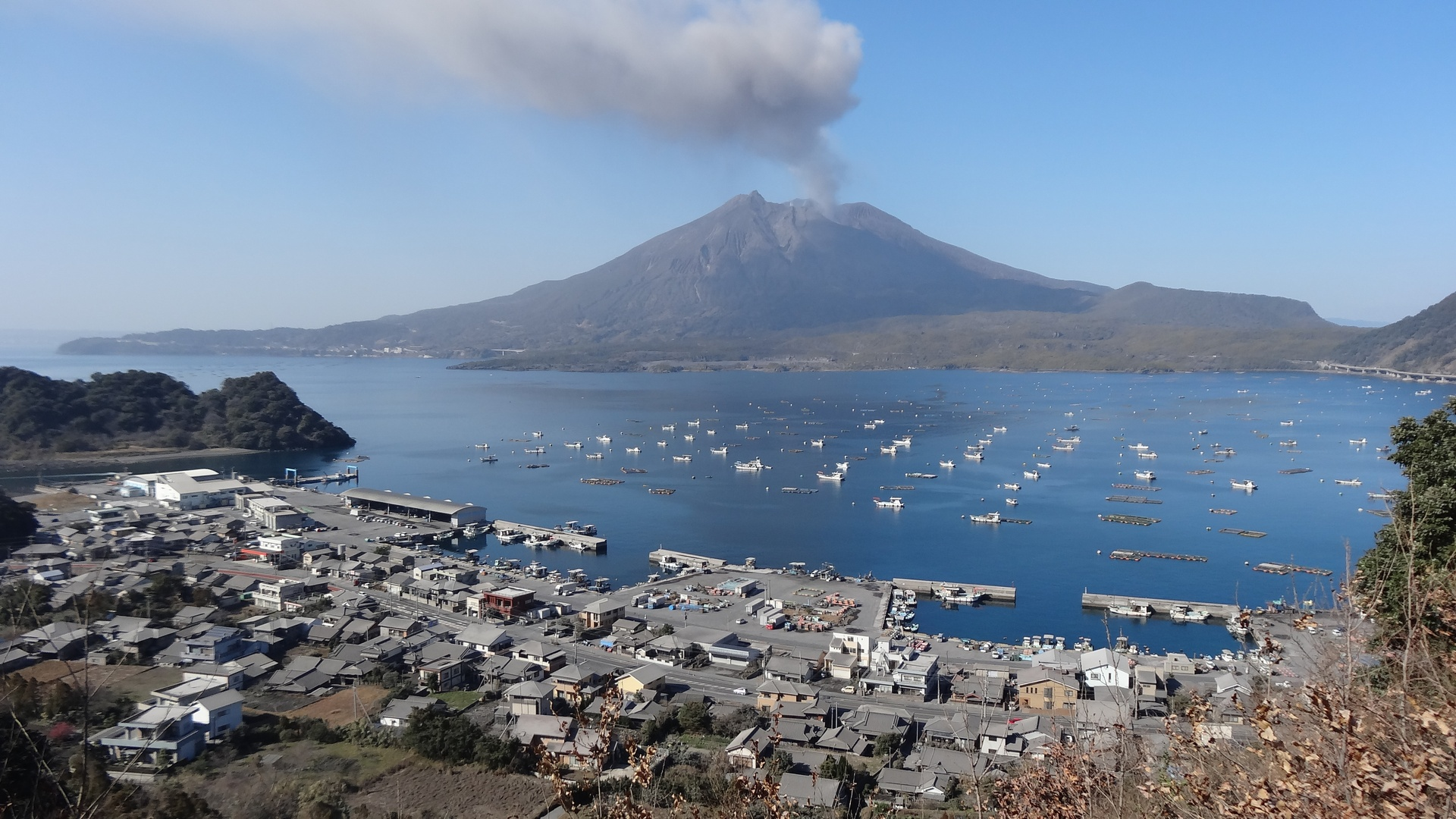
La bahía de Kinko, en la prefectura de Kagoshima, donde se realizaron los ejercicios de simulación bélica por su parecido con la bahía de Pearl Harbor.

El ataque, llamado Operación Hawái u Operación AI  por el Cuartel General Imperial japonés y Operación Z durante su planificación, perseguía varios objetivos de importancia. En primer lugar, intentaba destruir importantes unidades navales norteamericanas para impedir la interferencia de su Flota del Pacífico en la conquista japonesa de las Indias Orientales Neerlandesas y Malasia. En segundo lugar, esperaba ganar tiempo para que Japón consolidase su posición e incrementase su fuerza naval antes de que los estadounidenses aumentaran en un 70 % el número de buques de su flota, de acuerdo a lo aprobado por el Acta Vinson-Walsh, y que así desapareciera cualquier opción de victoria nipona. Por último, se quería dar un golpe enorme a la moral norteamericana que disuadiera a los Estados Unidos a sentarse a la mesa de negociaciones y evitara emprender una larga guerra que se extendería por todo el océano Pacífico occidental y hasta el lejano Sureste asiático. Para maximizar este efecto moral se eligieron los acorazados como objetivos prioritarios, pues estos eran entonces el orgullo de cualquier armada. El objetivo final era permitir a Japón la conquista sin interferencias de todo el sureste asiático.
Sin embargo, golpear a la Flota del Pacífico estadounidense que estaba anclada en el puerto hawaiano tenía dos claras desventajas: los buques a atacar estaban fondeados en aguas muy poco profundas, con lo que podrían ser reflotados y reparados con relativa facilidad, y la mayoría de sus tripulantes sobrevivirían al ataque porque se encontrarían de permiso en tierra o serían rescatados desde el puerto. Otro contratiempo importante, conocido por los japoneses, fue la ausencia en Pearl Harbor de los tres portaaviones de la Flota del Pacífico (Enterprise, Lexington y Saratoga). Irónicamente, el alto mando de la armada japonesa estaba tan imbuido de la doctrina de una «batalla decisiva» del almirante Alfred Mahan, que aseguraba la victoria para la armada que destruyera más acorazados del enemigo, que Yamamoto, a pesar de sus preocupaciones, decidió seguir adelante. La confianza de Japón en su capacidad para lograr la victoria en una guerra que pensaban sería corta, les llevó a ignorar otros objetivos en el puerto hawaiano, como el astillero, los depósitos de combustible y la base de los submarinos. Ninguno fue atacado porque los nipones pensaron que la guerra sería tan breve que estas instalaciones no llegarían a influir en el desarrollo de la misma.
El hecho de que los portaaviones estadounidenses no se encontraran en la base iba a tener gran importancia en el desarrollo de la guerra. En efecto, el Lexington, acompañado de tres cruceros pesados y cinco destructores, venía de entregar en la isla de Midway un cargamento de aviones de refuerzo. El Enterprise hacía lo mismo en la lejana isla Wake, el Saratoga regresaba de San Diego después de unas reparaciones y en el momento del ataque estaba a 320 km de Hawái. El Yorktown estaba en un punto intermedio entre San Diego y la base naval de Norfolk, mientras que el Hornet acababa de zarpar desde Norfolk.

## Desarrollo

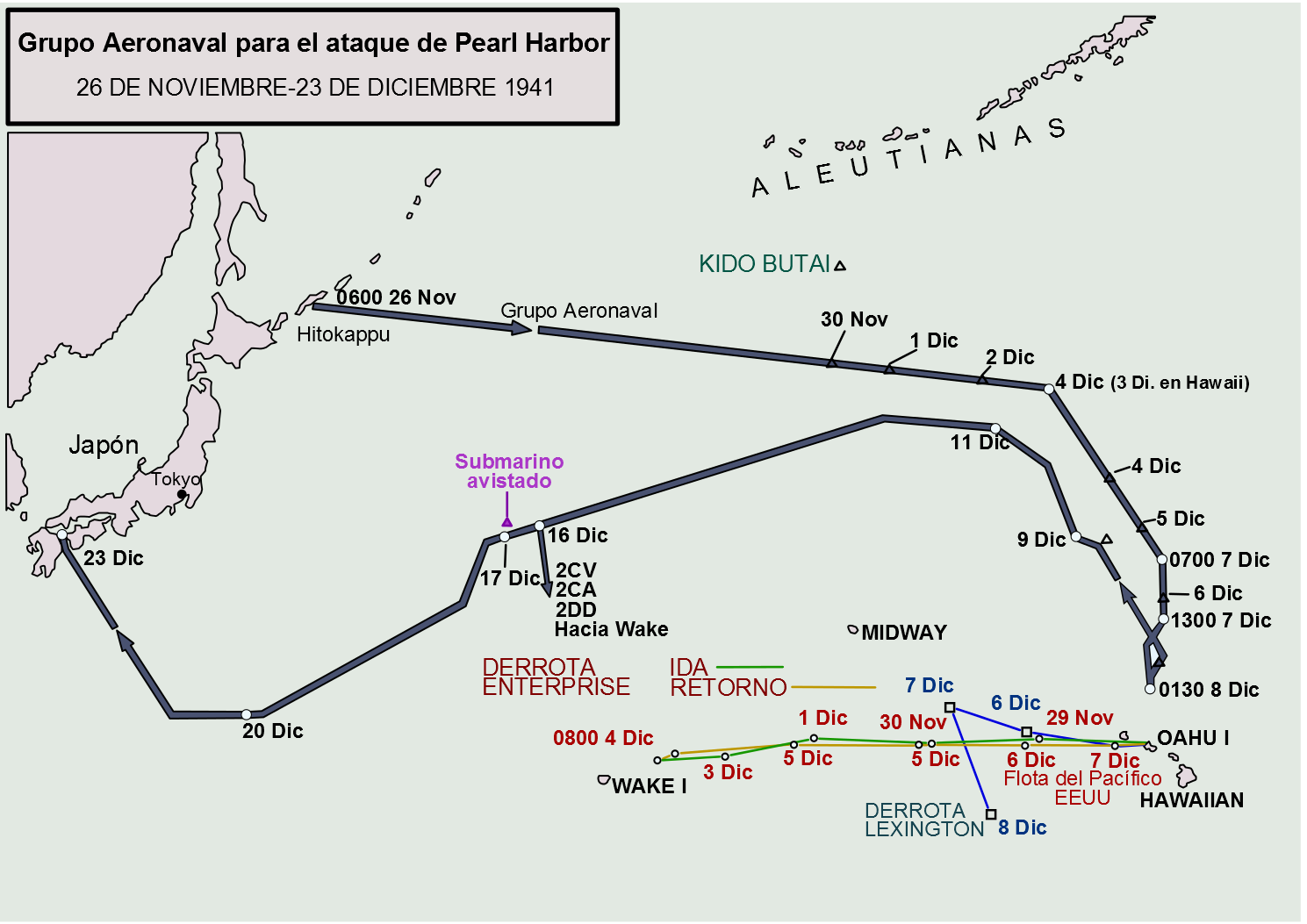
Derrota seguida por la flota japonesa para ir y volver del ataque a Pearl Harbor.

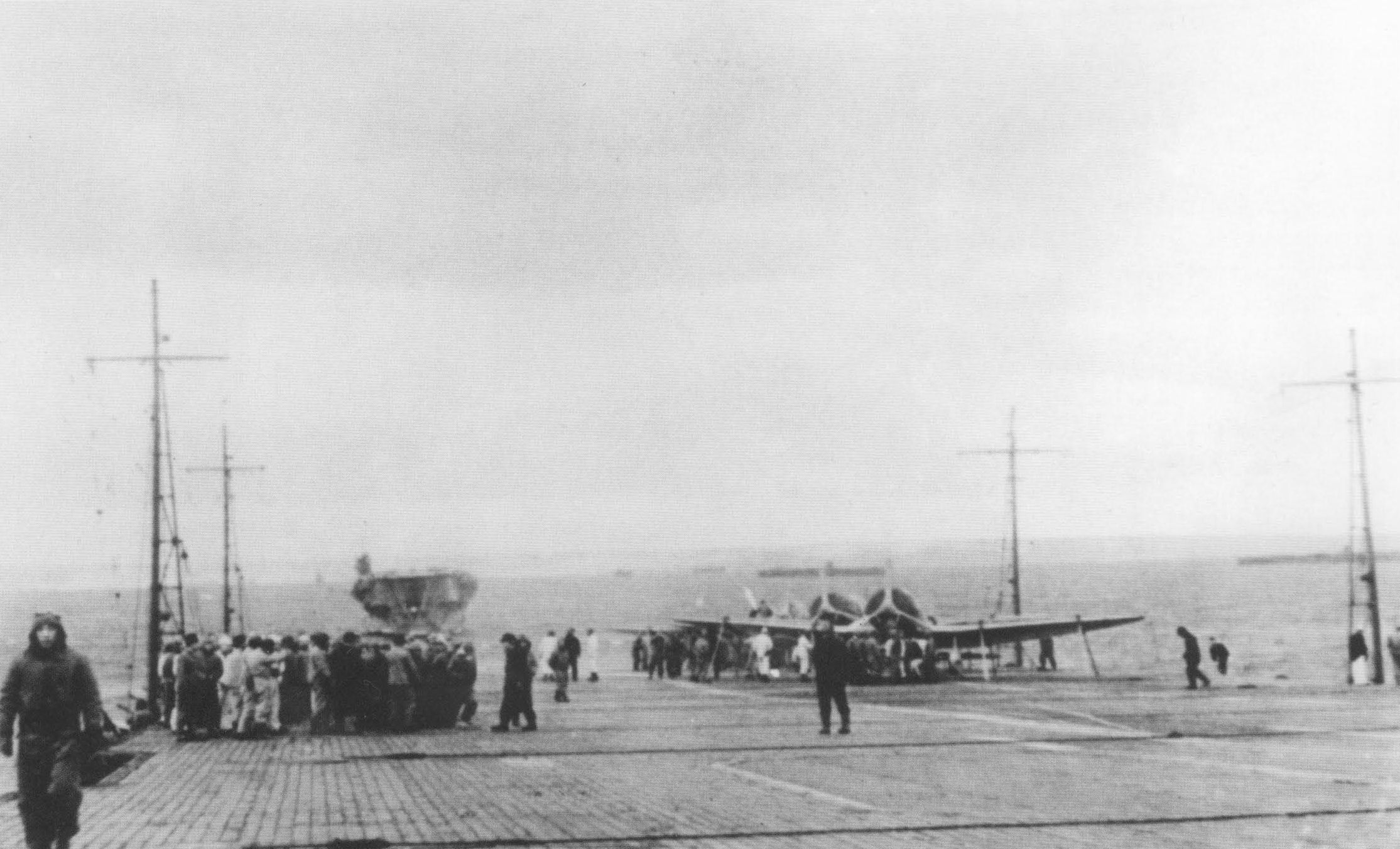
Cubierta de vuelo del portaviones japonés Akagi en la bahía de Hitokappu, en la isla de Iturup del archipiélago de las Kuriles, antes de zarpar para atacar Pearl Harbor.

El 26 de noviembre de 1941 una fuerza de ataque japonesa compuesta por seis portaaviones (Akagi, Kaga, Sōryū, Hiryū, Shōkaku y Zuikaku) al mando del vicealmirante Chuichi Nagumo zarpó en secreto de la bahía de Hitokappu, en la isla de Iturup del archipiélago de las Kuriles. Fue entonces cuando se informó a las tripulaciones y a los pilotos de que el objetivo de la misión era atacar Pearl Harbor.
En total se iban a emplear 408 aeronaves: 360 para dos oleadas de ataque y 48 para tareas defensivas de patrulla aérea de combate. La primera oleada sería el ataque principal, mientras que la segunda intentaría rematar lo que no hubiera podido destruir la primera. La oleada inicial portaba el grueso de las armas destinadas a inutilizar los grandes buques, principalmente los torpedos aéreos Tipo 91 que habían sido diseñados con un mecanismo anti-giro y una extensión en el timón que les permitirían operar en aguas poco profundas.
A los pilotos japoneses se les ordenó seleccionar los objetivos más valiosos (acorazados y portaaviones) o, si estos no estaban presentes, cualquier otro gran buque de guerra (cruceros y destructores). Los bombarderos en picado atacarían objetivos en tierra y a los cazas se les encomendó el ametrallamiento y destrucción de todos los aviones estadounidenses en tierra para intentar asegurar que no despegaban y contratacaban a los bombarderos, especialmente en la primera oleada. Cuando el combustible de los cazas se estuviera agotando, tendrían que regresar a los portaaviones a repostar y después reincorporarse al ataque. Antes de comenzar la ofensiva despegaron desde cruceros dos aeronaves de reconocimiento para explorar sobre Oahu e informar de la presencia de cualquier flota enemiga y su localización. Otras cuatro aeronaves de reconocimiento patrullaron el área entre la fuerza de portaaviones japonesa (la Kido Butai) y Niʻihau con la finalidad de que esta no fuera tomada por sorpresa en un contraataque.

### Submarinos

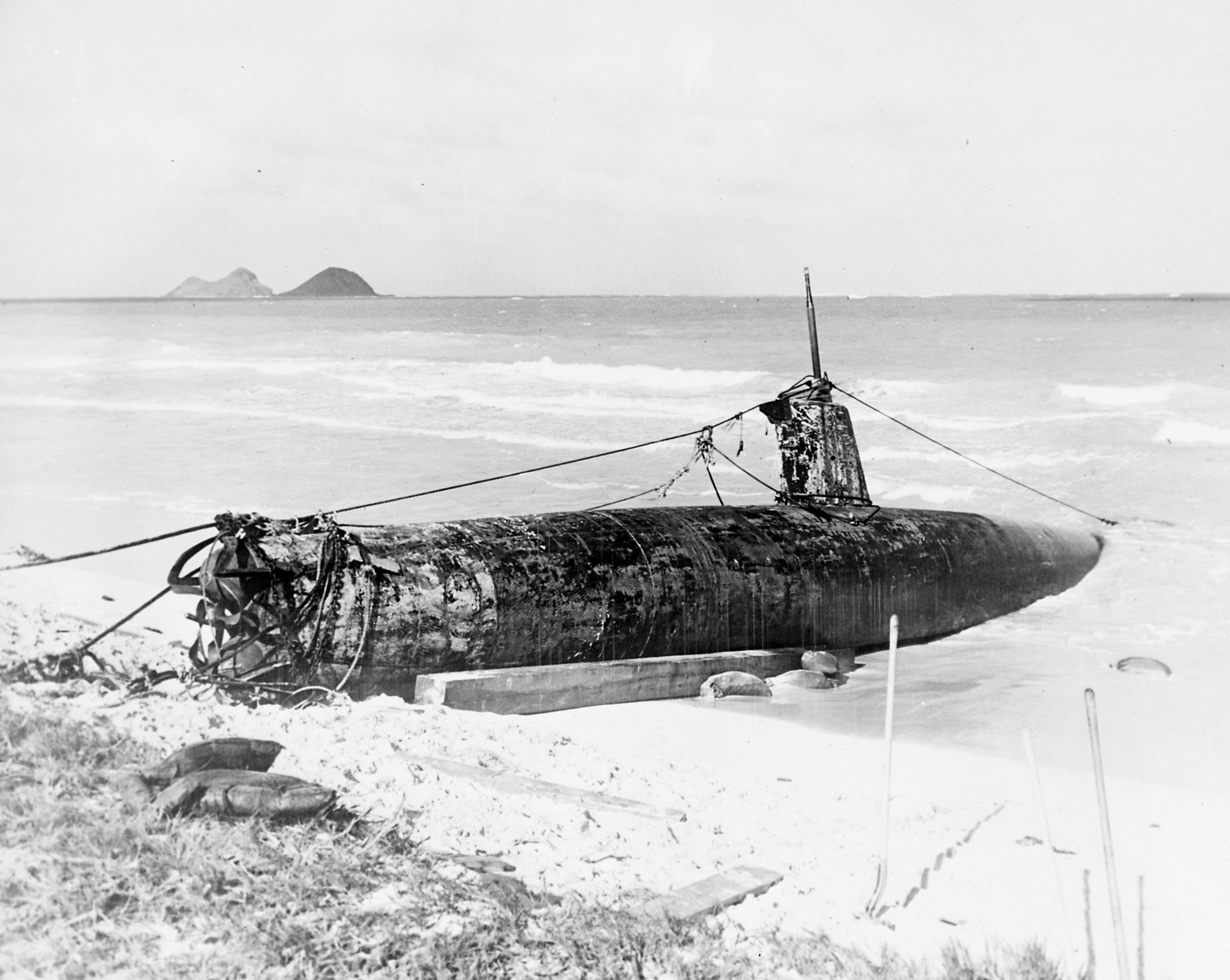
Minisubmarino japonés Ha-19 varado en Oahu. A bordo navegaba Kazuo Sakamaki, primer prisionero de guerra japonés capturado por EE. UU. en la guerra.

Los submarinos de la flota I-16, I-18, I-20, I-22 e I-24 embarcaron cada uno un minisubmarino Tipo A y lo transportaron a las aguas de la isla de Oahu. Los cinco submarinos partieron desde el Distrito Naval de Kure el 25 de noviembre y llegaron a la boca del puerto hawaiano el 7 de diciembre. A las 03:42 (Tiempo de Hawái) el dragaminas USS Condor avistó el periscopio de uno de los minisubmarinos al suroeste de la bocana de Pearl Harbor y alertó al destructor USS Ward. Este pequeño submarino quizá entró en Pearl Harbor. Sin embargo, el Ward hundió otro minisubmarino a las 06:37, en lo que suponían los primeros disparos estadounidenses en el Teatro del Pacífico. Al norte de la isla Ford otro minisubmarino estuvo cerca de torpedear al portahidroaviones Curtiss y tampoco acertó a dañar al destructor Monaghan con su segundo torpedo antes de que este lo hundiera a las 08:43.
Un tercer minisubmarino, el Ha-19, encalló en dos ocasiones, una frente a la entrada del puerto y otra al este de Oahu, lugar en que fue capturado el 8 de diciembre. Uno de sus tripulantes, Kazuo Sakamaki, nadó hasta la orilla y fue capturado, con lo que se convirtió en el primer prisionero de guerra japonés. Un cuarto minisubmarino resultó dañado por una carga de profundidad y fue abandonado por su tripulación antes incluso de poder disparar sus torpedos.
Un análisis de las fotografías del ataque por parte del Instituto Naval de los Estados Unidos en 1999 llevó a descubrir que uno de los minisubmarinos había conseguido disparar con éxito uno de sus torpedos contra el acorazado West Virginia. Las fuerzas japonesas recibieron un mensaje de radio de un minisubmarino a las 00:41 del 8 de diciembre que afirmaba haber dañado uno o más grandes barcos dentro de Pearl Harbor. La posición final de este pequeño sumergible no se conoce, pero nunca regresó al submarino desde el que partió. El 7 de diciembre de 2009 el periódico Los Angeles Times informó que había evidencias de tres partes de submarino encontradas a unos 5 km al sur de Pearl Harbor, halladas entre 1994 y 2001 y que podían pertenecer a este minisubmarino desaparecido. También decía que había claras evidencias de que este sumergible había disparado dos torpedos contra el canal de los acorazados en el interior del puerto. Los restos habían sido sacados del puerto como parte de los esfuerzos por ocultar el desastre de West Loch, una explosión de munición que se produjo en 1944 y que destruyó seis buques de desembarco que se estaban preparando para la Operación Forager.

### Declaración de guerra de Japón
El ataque tuvo lugar antes de que el Imperio del Japón hiciera ninguna declaración de guerra formal, aunque esta no era la intención del almirante Yamamoto, quien en un principio estipuló que la ofensiva no debería dar comienzo hasta treinta minutos después de que Japón hubiera informado a los Estados Unidos de que las negociaciones de paz habían llegado a su fin. Los japoneses intentaron respetar las convenciones de la guerra al tiempo que lograban una sorpresa decisiva, pero el ataque comenzó antes de que se pudiera entregar ningún aviso. Tokio transmitió una notificación de 5000 palabras en dos bloques (comúnmente llamada el «Mensaje de 14 partes») a la embajada japonesa en Washington, pero la transcripción del mensaje llevó demasiado tiempo al embajador y no pudo entregarlo a tiempo (de hecho, los criptógrafos estadounidenses habían descifrado y traducido la mayor parte del mensaje horas antes). La parte final de las 14 que lo componían es descrita a menudo como una declaración de guerra, pues aunque no la declaraba abiertamente y no rompía relaciones diplomáticas, numerosos funcionarios y militares del gobierno estadounidense lo interpretaron como un indicador claro de que las negociaciones se romperían y de que la guerra estallaría en cualquier momento. En su edición del 8 de diciembre de 1941 muchos periódicos japoneses publicaron en su portada una declaración de guerra, pero esta no fue enviada al gobierno estadounidense hasta un día después del ataque.
Durante décadas la creencia general ha sido que Japón atacó sin ninguna advertencia oficial de la ruptura de relaciones por culpa de los incidentes y la torpeza que retrasaron la entrega a Washington de un documento que hacía alusión a la guerra. Sin embargo, en 1999 Takeo Iguchi, profesor de derecho y relaciones internacionales de la Universidad Cristiana Internacional de Tokio, descubrió documentos que apuntaban a un fuerte debate en el gobierno sobre si informar y de qué forma a Washington de las intenciones de Japón de romper todas las negociaciones e iniciar una guerra. Un documento del 7 de diciembre hace alusión a la guerra: «Nuestra diplomacia engañosa conduce al éxito». Sobre esto dijo Iguchi: «El diario muestra que el ejército y la armada no quisieron entregar una declaración de guerra o un aviso de la finalización de las negociaciones… y claramente se impusieron».

### Primera oleada

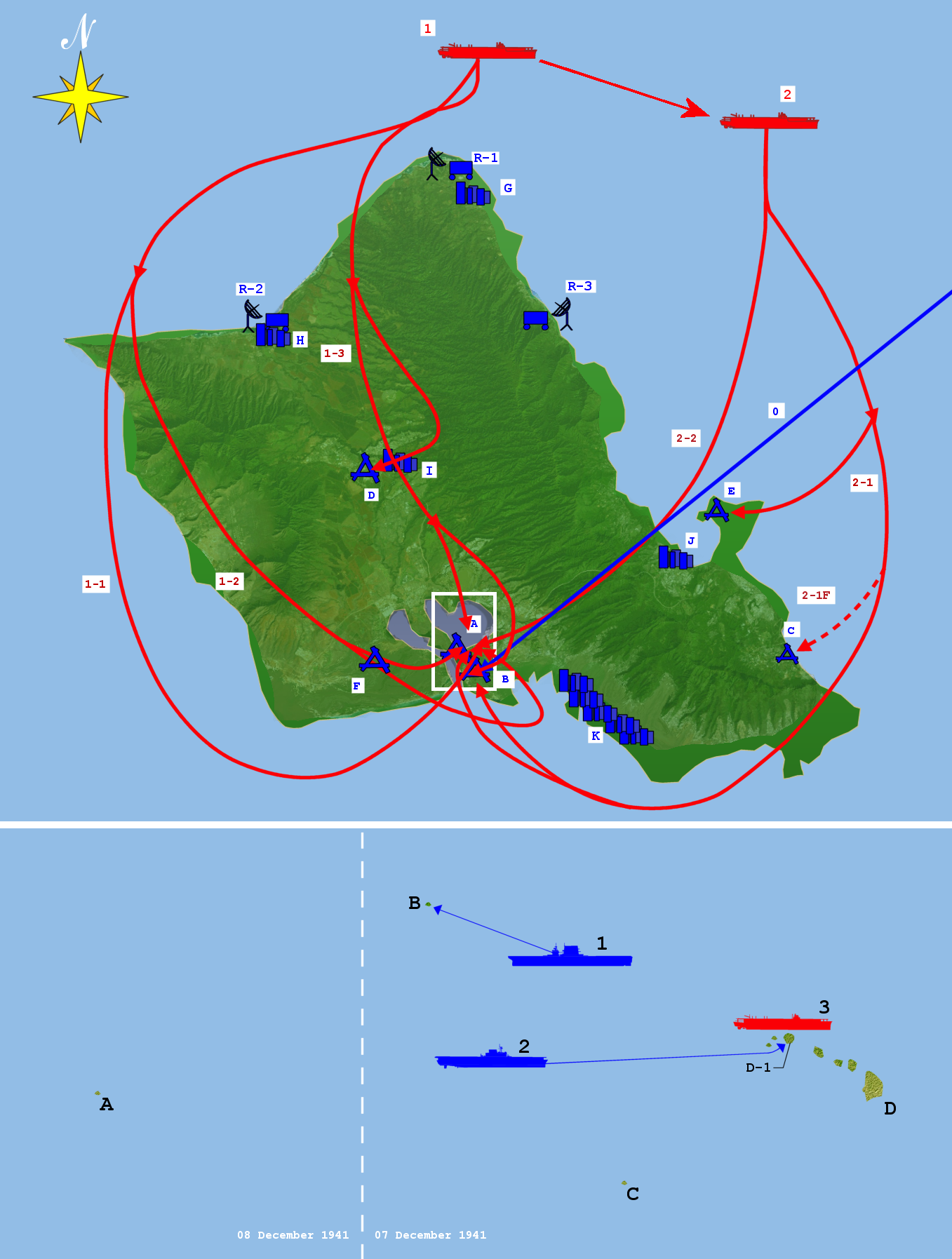
Los japoneses atacaron en dos oleadas. La primera fue detectada por un radar del ejército a unos 250 km, pero fue erróneamente interpretada como una formación de bombarderos estadounidenses que regresaban del continente.
Mapa superior:
Mapa inferior:

El primer ataque lo llevaron a cabo 183 aeronaves que partieron desde el norte de Oahu. Liderada por el comandante Mitsuo Fuchida, comprendía:
- 1.er Grupo (objetivos: acorazados y portaaviones):[70]
  - 50 bombarderos Nakajima B5N Kate armados con bombas perforantes de 800 kg, organizados en cuatro secciones.
  - 40 bombarderos B5N armados con torpedos Tipo 91, también en cuatro secciones.
- 2.º Grupo (objetivos: isla Ford y aeródromo Wheeler):
  - 50 bombarderos en picado Aichi D3A Val armados con bombas de 249 kg.
- 3.er Grupo (objetivos: aeronaves de la isla Ford, aeródromos Hickam y Wheeler, Barber’s Point y Kaneohe):
  - 45 cazas Mitsubishi A6M Zero para control aéreo y ametrallamiento.[69]

Seis aeronaves no consiguieron despegar por problemas técnicos.

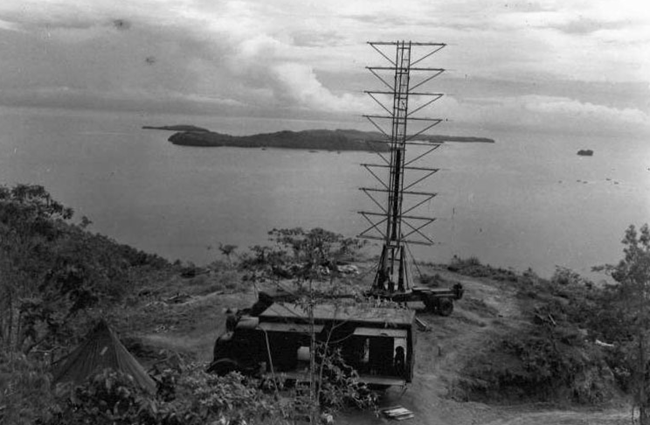
El radar SCR-270 del ejército estadounidense en Punta Opana que detectó a las aeronaves japonesas.

A medida que la primera oleada se acercaba a Oahu, un radar SCR-270 del Ejército de los Estados Unidos ubicado en Punta Opana, en el extremo norte de la isla, la detectó y dio la señal de alarma. El radar había estado en modo de pruebas por el Departamento hawaiano del Ejército durante un tiempo, pero no estaba completamente operativo. A pesar de que sus operadores, los soldados George Elliot Jr. y Joseph Lockard, informaron del objetivo, el teniente Kermit A. Tyler supuso que se trataba del regreso de seis bombarderos B-17. Las aeronaves se encontraban muy cerca (a solo unos pocos grados, divididas en dos grupos) y aunque los operadores nunca habían visto una formación tan grande en el radar, olvidaron decirle a Tyler su tamaño y este a su vez no les pudo decir, por razones de seguridad, que podría tratarse de los B-17 (aunque esto era conocido por todos).
Mientras la primera oleada se acercaba a tierra fueron derribadas varias aeronaves estadounidenses, y al menos una radió una advertencia incoherente. Otras advertencias emitidas por los buques que se hallaban frente al puerto se estaban procesando todavía cuando los aviones japoneses comenzaron a lanzar bombas y a ametrallar. A pesar de todo, no está claro que ninguna advertencia hubiera tenido mucho efecto aunque hubiera sido interpretada correctamente y de manera más rápida. La parte aérea del ataque a Pearl Harbor comenzó a las 7:48 a. m., hora hawaiana (3:18 a.m. del 8 de diciembre según la hora estándar japonesa, marcada por los buques de la Kido Butai), con el ataque a Kaneohe. Un total de 353 aviones japoneses en dos oleadas llegaron a Oahu, encabezados por los lentos y vulnerables torpederos, que explotaron los primeros momentos de sorpresa para atacar a los buques más importantes presentes en el puerto, los acorazados. Al tiempo, los bombarderos en picado se lanzaban contra las bases estadounidenses a lo largo de Oahu, empezando por el aeródromo Hickam, el más grande, y siguiendo por el campo Wheeler, la principal base de la fuerza de cazas del ejército norteamericano. Los 171 aviones de la segunda oleada atacaron el aeródromo de Bellows, cerca de Kaneohe, en el lado de barlovento de la isla, y la isla Ford. La única oposición estadounidense por aire fue la de un puñado de aeronaves P-36 Hawk, P-40 Warhawk y algún bombardero en picado SBD Dauntless que despegaron desde el portaaviones Enterprise.
Los hombres a bordo de los buques estadounidenses se despertaron con el pitido de las alarmas, las explosiones de las bombas y el tiroteo. Aún somnolientos hubieron de vestirse rápidamente mientras corrían a las estaciones de zafarrancho de combate (el famoso mensaje «Ataque aéreo en Pearl Harbor, esto no es un ejercicio» fue emitido por la Segunda Ala de Patrulla, el primer alto mando de Hawái en responder). Los defensores no estaban preparados: los almacenes de munición estaban cerrados, los aviones estacionados ala con ala a la intemperie para evitar su sabotaje y casi nadie disparaba las ametralladoras (ningún calibre 5"/38, solo un cuarto de las ametralladoras y 4 de 31 baterías antiaéreas entraron en acción). A pesar de este bajo nivel de alerta, numerosos militares estadounidenses respondieron con eficacia durante la batalla. El alférez Joe Taussig, Jr., único oficial a bordo del Nevada, tomó el mando de la nave pero perdió una pierna. El barco acabó varado en el puerto por el intendente. Uno de los destructores, el USS Aylwin, fue puesto en marcha con solo cuatro oficiales a bordo, todos con el rango de alférez y ninguno con más de un año en el mar. Este barco permaneció 36 horas en el mar antes de que su comandante en jefe consiguiera regresar a bordo. El capitán Mervyn Bennion, comandante del USS West Virginia, lideró a su tripulación hasta que resultó herido por los fragmentos de una bomba que impactó en el USS Tennessee, amarrado justo al lado.

### Segunda oleada

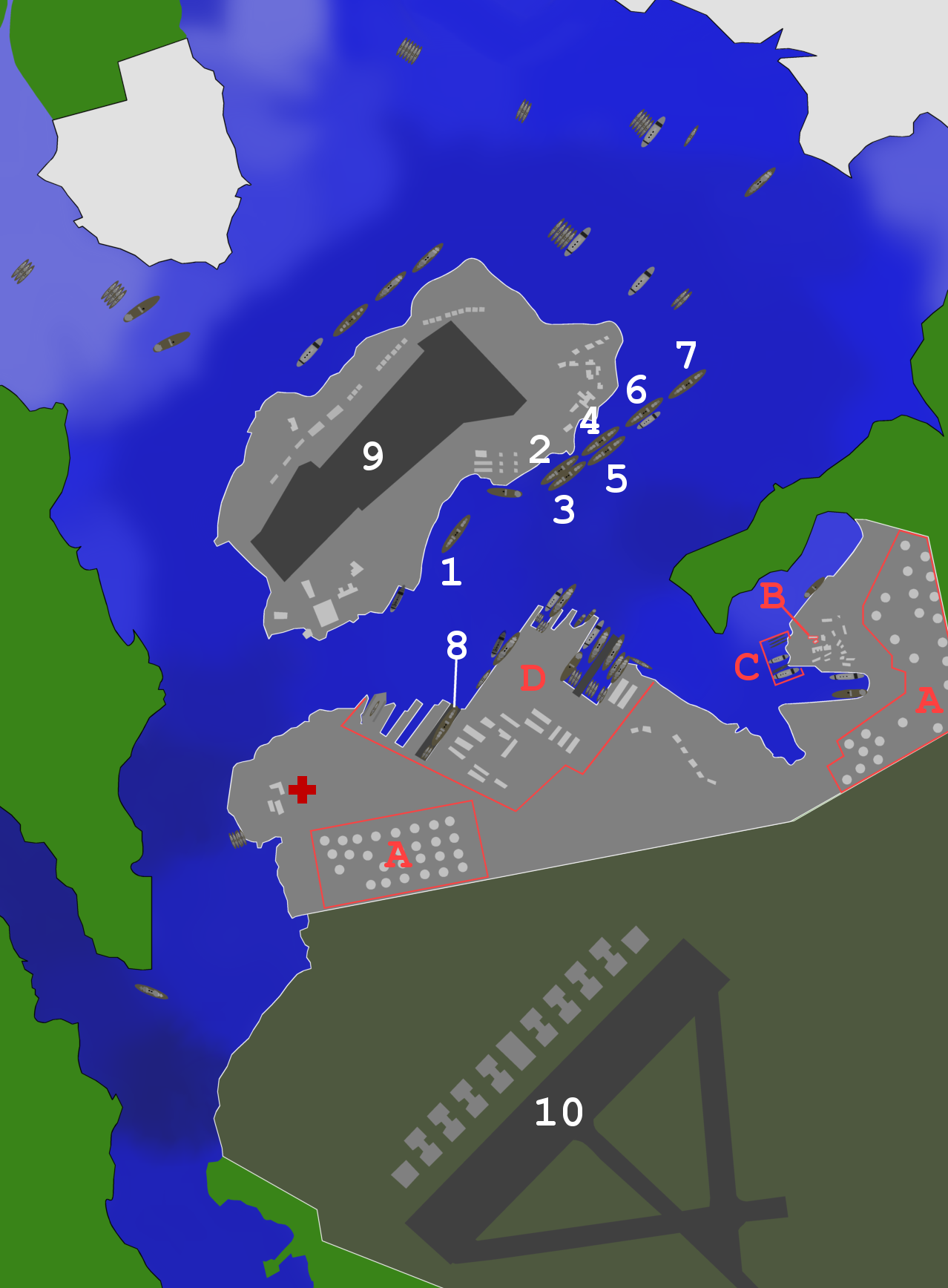
Agua
Edificios
Base del Ejército
Base de la Armada Objetivos atacados:Infraestructuras ignoradas:
A: Tanques de petróleo
B: Edificio del Cuartel General
C: Base de submarinos
D: Arsenal de la marina

La segunda oleada japonesa comprendía 171 aviones: 54 B5N, 81 D3A y 36 A6M, comandados por Shigekazu Shimazaki. Cuatro aeronaves no pudieron despegar por problemas técnicos. Su composición y objetivos eran los siguientes:
- 1.er Grupo: 54 B5N armados con bombas de 249 y 60 kg.[70] Divididos en dos grupos de 27 aparatos, uno atacaría los aviones y hangares Kaneohe, la isla Ford y Barbers Point, y el otro la base Hickam.
- 2.º Grupo (objetivos: portaaviones y cruceros):
  - 81 D3A divididos en cuatro secciones y equipados con bombas de 249 kg.
- 3.er Grupo (objetivos: aeronaves de la isla Ford, las bases Hickam y Wheeler, Barber’s Point y Kaneohe):
  - 36 A6M para defensa y ametrallamiento.

La segunda oleada atacó dividida en tres grandes grupos, uno con destino en Kaneohe y los otros dos en el propio Pearl Harbor, lugares a los que llegaron por distintas direcciones pero casi al mismo tiempo. Noventa minutos después de su inicio, el ataque aéreo finalizó. Habían muerto 2386 estadounidenses (55 de ellos civiles, la mayoría víctimas de la artillería antiaérea norteamericana que cayó en zonas residenciales) y 1139 resultaron heridos. Dieciocho barcos fueron hundidos o encallados, entre ellos cinco acorazados. De todas las víctimas estadounidenses, casi la mitad (1177) se produjeron por la explosión de la santabárbara del acorazado Arizona, que fue penetrada por una bomba de 800 kg (un proyectil modificado de 410 mm).

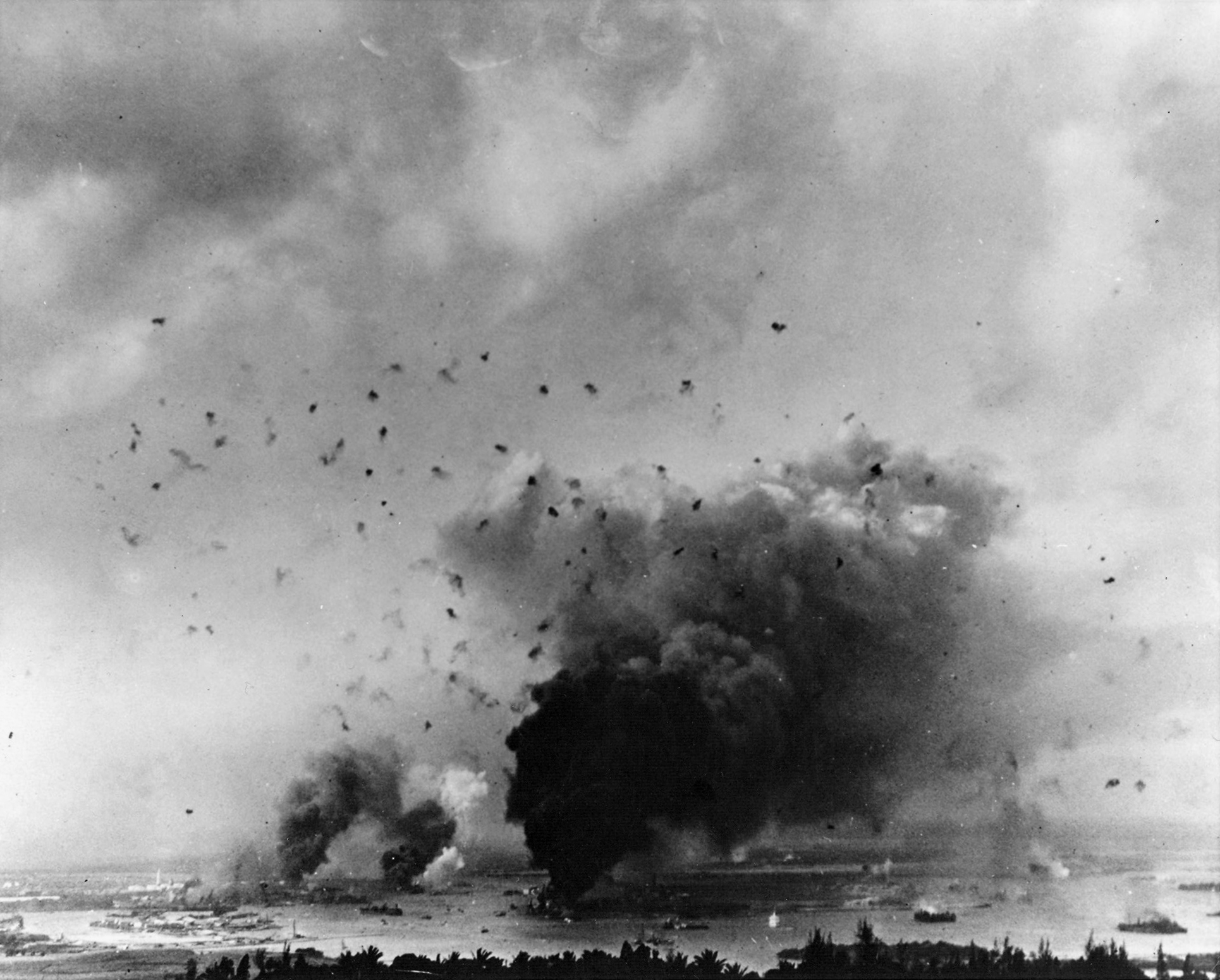
Panorama de Pearl Harbor durante el ataque, en el que destacan las columnas de humo y el nutrido fuego antiaéreo.

Dañado por un torpedo y en llamas, el acorazado USS Nevada intentó salir del puerto, pero acabó siendo blanco de muchos bombarderos japoneses, que le hicieron numerosos impactos con bombas de 113 kg y lo incendiaron. El barco fue encallado deliberadamente para evitar el bloqueo de la entrada del puerto. El USS California recibió impactos de dos bombas y dos torpedos. Su tripulación podría haberlo mantenido a flote, pero recibió la orden de abandonar la nave justo cuando estaban haciendo funcionar las bombas extractoras a pleno rendimiento. El aceite en llamas vertido por los acorazados Arizona y USS West Virginia produjo unas enormes columnas de humo negro que hicieron parecer la situación en el puerto aún peor. El buque objetivo desarmado Utah resultó horadado por dos torpedos y el West Virginia por siete, el último de los cuales arrancó su timón. El USS Oklahoma recibió cuatro impactos de torpedos, los dos últimos por encima de su cinturón blindado, lo que causó su vuelco. El USS Maryland encajó dos bombas de 800 kg, pero ninguna le provocó daños de seriedad.
Aunque los japoneses concentraron su fuego en los acorazados, que eran los objetivos más grandes presentes en el puerto, no ignoraron otros objetivos secundarios. Así, el crucero ligero USS Helena fue torpedeado y la conmoción de la explosión hundió el USS Oglala, un minador amarrado a su lado. Dos destructores que estaban en dique seco, el USS Cassin y el USS Downes, fueron destruidos por bombas que penetraron sus tanques de combustible e incendiaron todo el combustible. El dique fue inundado para intentar apagar el fuego, pero solo consiguieron que el combustible en llamas ascendiera y quemara ambos buques. El Cassin se deslizó sobre los bloques en los que se apoyaba su quilla y rodó sobre el Downes. El crucero ligero USS Raleigh fue penetrado por un torpedo y el USS Honolulu también recibió daños pero fue reparado y permaneció en servicio. El buque de reparación Vestal, amarrado junto al malogrado Arizona, sufrió graves desperfectos y encalló. El portahidroaviones USS Curtiss también resultó afectado y el destructor USS Shaw quedó en muy mal estado por el impacto de dos bombas que penetraron su santabárbara.

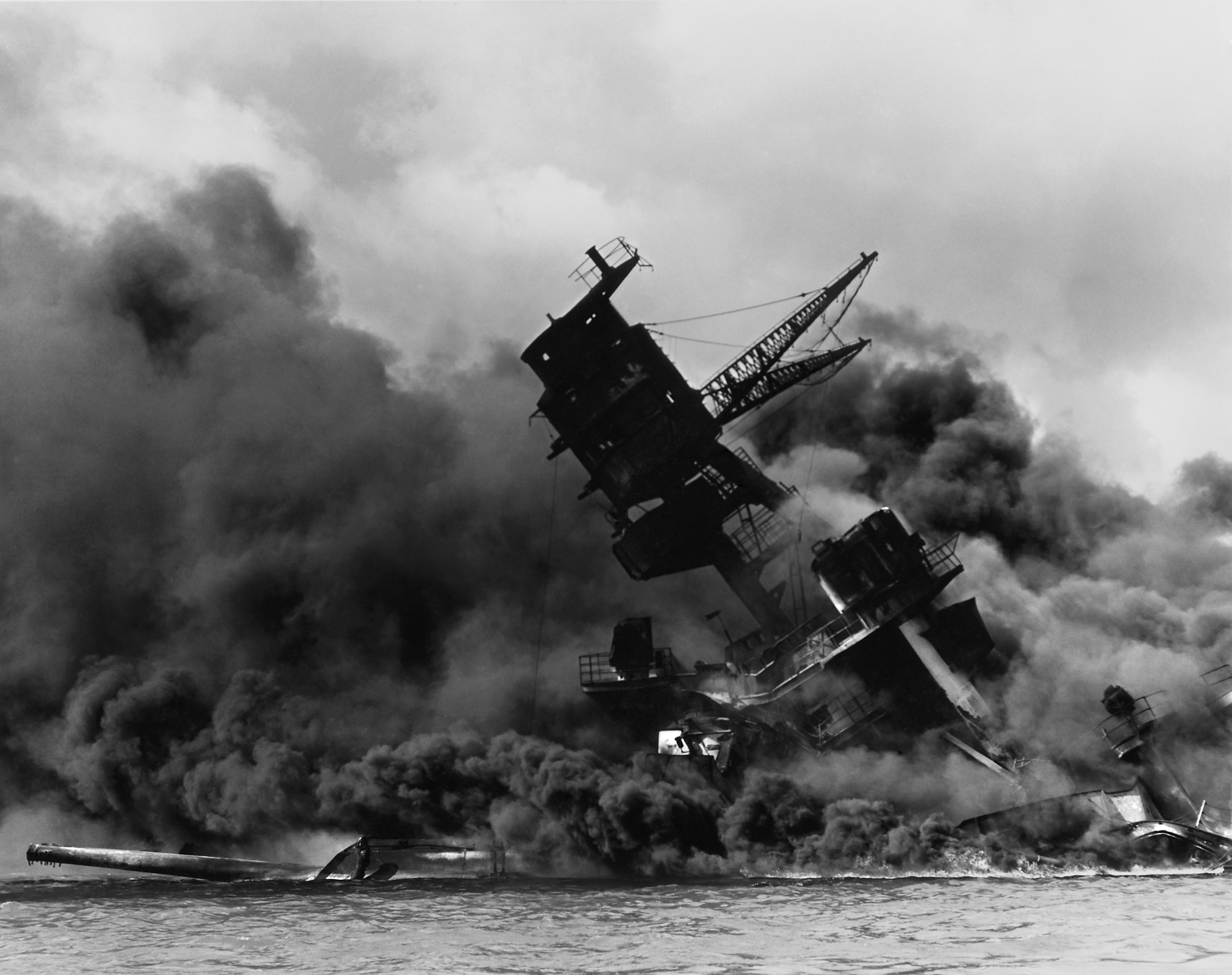
El durante el ataque.

De los 402 aviones estadounidenses presentes en Hawái, 188 fueron destruidos y 159 dañados, 155 de ellos en tierra. Prácticamente ninguno estaba listo para despegar y defender la base y solo ocho pilotos del ejército estadounidense lograron despegar durante la batalla. Seis de ellos tienen acreditado el derribo de al menos un aparato japonés durante el ataque, los tenientes Lewis M. Sanders, Philip M. Rasmussen, Kenneth M. Taylor, George S. Welch, Harry W. Brown y Gordon H. Sterling Jr. Este último fue derribado y murió por fuego amigo mientras regresaba del combate con los nipones. Dicho fuego amigo derribó algunos aparatos estadounidenses más, incluidos cinco aviones que regresaban del portaaviones USS Enterprise. De los 33 hidroaviones PBY Catalina que había en Hawái, 24 resultaron destruidos y otros seis gravemente dañados, por lo que solo se salvaron los tres que estaban de patrulla. Los ataques japoneses también causaron víctimas en los barracones del personal militar.
En el ataque murieron 55 pilotos y nueve marinos japoneses, y uno fue hecho prisionero. De los 414 aviones japoneses que intervinieron, fueron derribados 29 (nueve en la primera oleada y veinte en la segunda), mientras que otros 74 aparatos recibieron daños de la artillería antiaérea.

### Posible tercera oleada

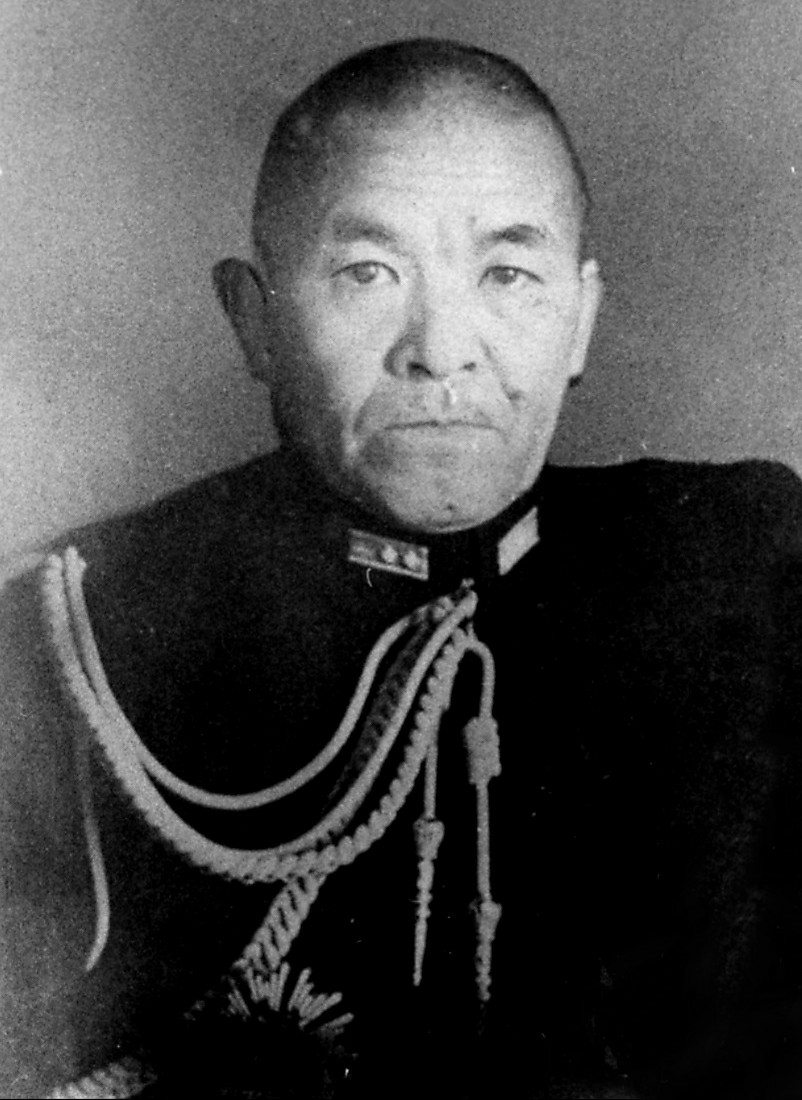
El vicealmirante Chūichi Nagumo, comandante en jefe de la flota japonesa de ataque, la Kidō Butai.

Varios oficiales japoneses, entre ellos Mitsuo Fuchida y Minoru Genda, arquitecto jefe del plan de ataque, instaron al vicealmirante Chūichi Nagumo a lanzar una tercera oleada que destruyera los depósitos de combustible y torpedos de Pearl Harbor, las instalaciones de mantenimiento y el dique seco. Los capitanes de los otros cinco portaaviones de la formación nipona informaron que estaban dispuestos y preparados para lanzar una tercera ofensiva. Los historiadores militares opinan que la destrucción de todas estas instalaciones y suministros habrían tocado mucho más profundamente a la Flota del Pacífico estadounidense que la pérdida de sus acorazados. Si todo esto hubiera sido destruido, «las grandes operaciones norteamericanas en el Pacífico tendrían que haberse pospuesto más de un año». De acuerdo con el almirante estadounidense Chester Nimitz, que llegaría a ser comandante en jefe de la Flota del Pacífico, «hubiera prolongado la guerra otros dos años». Sin embargo, Nagumo decidió retirarse por las siguientes razones:
- La efectividad antiaérea norteamericana había mejorado considerablemente durante la segunda oleada, en la que se produjeron dos tercios del total de bajas japonesas.[92] Nagumo creyó que con un tercer intento para acabar con las instalaciones restantes habría puesto en grave peligro tres cuartas partes de las fuerzas de la Flota Combinada y habría perdido numerosas aeronaves.[92]
- Los portaaviones estadounidenses seguían en paradero desconocido. Además, al vicealmirante nipón le preocupaba que su fuerza estaba entonces dentro del radio de acción de los bombarderos basados en tierra[92] y no estaba seguro de cuántos de estos aparatos estadounidenses seguían en condiciones operativas.[93]
- Una tercera oleada habría necesitado un sustancial tiempo de preparación y respuesta, y quizá hubiera necesitado que algunos aparatos regresaran de noche. En esa época solo la Marina Real Británica había desarrollado técnicas para operar de noche con portaaviones, por lo que ello suponía un riesgo sustancial.[94]
- Las reservas de combustible de la fuerza japonesa de ataque no le permitían permanecer mucho más tiempo en las aguas del norte de Hawái, pues se hallaba en el límite de su apoyo logístico. Para lanzar un nuevo ataque, habría tenido que arriesgarse a agotar casi todas las reservas y quizá abandonar algunos destructores en el viaje de vuelta.[95]
- Nagumo también pensó que la segunda oleada había acabado ya con los objetivos más importantes de su misión (la neutralización de la Flota del Pacífico) y no quería correr el riesgo de sufrir mayores pérdidas.[96] Por otra parte, era práctica común de la marina japonesa conservar sus fuerzas antes que destruir totalmente al enemigo.[97]

En una conferencia a bordo del acorazado Yamato en la mañana siguiente, el almirante Isoroku Yamamoto apoyó en principio a Nagumo. En retrospectiva, dejar intactos los depósitos de combustible, los astilleros y las instalaciones de mantenimiento de Pearl Harbor significó que los estadounidenses pudieron responder relativamente pronto a las actividades japonesas en el Pacífico. Yamamoto lamentaría más tarde la decisión de Nagumo de retirarse y afirmó categóricamente que había sido un gran error no ordenar una tercera oleada de ataque.

### Fotografías
Las primeras fotografías aéreas del ataque a Pearl Harbor fueron tomadas por Lee Embree, que volaba en un bombardero Boeing B-17 Flying Fortress en ruta desde la Base Hamilton, California, a las Filipinas. El 38.º Escuadrón de Reconocimiento de Lee había programado una parada de repostaje en el aeródromo Hickam en el momento del ataque.

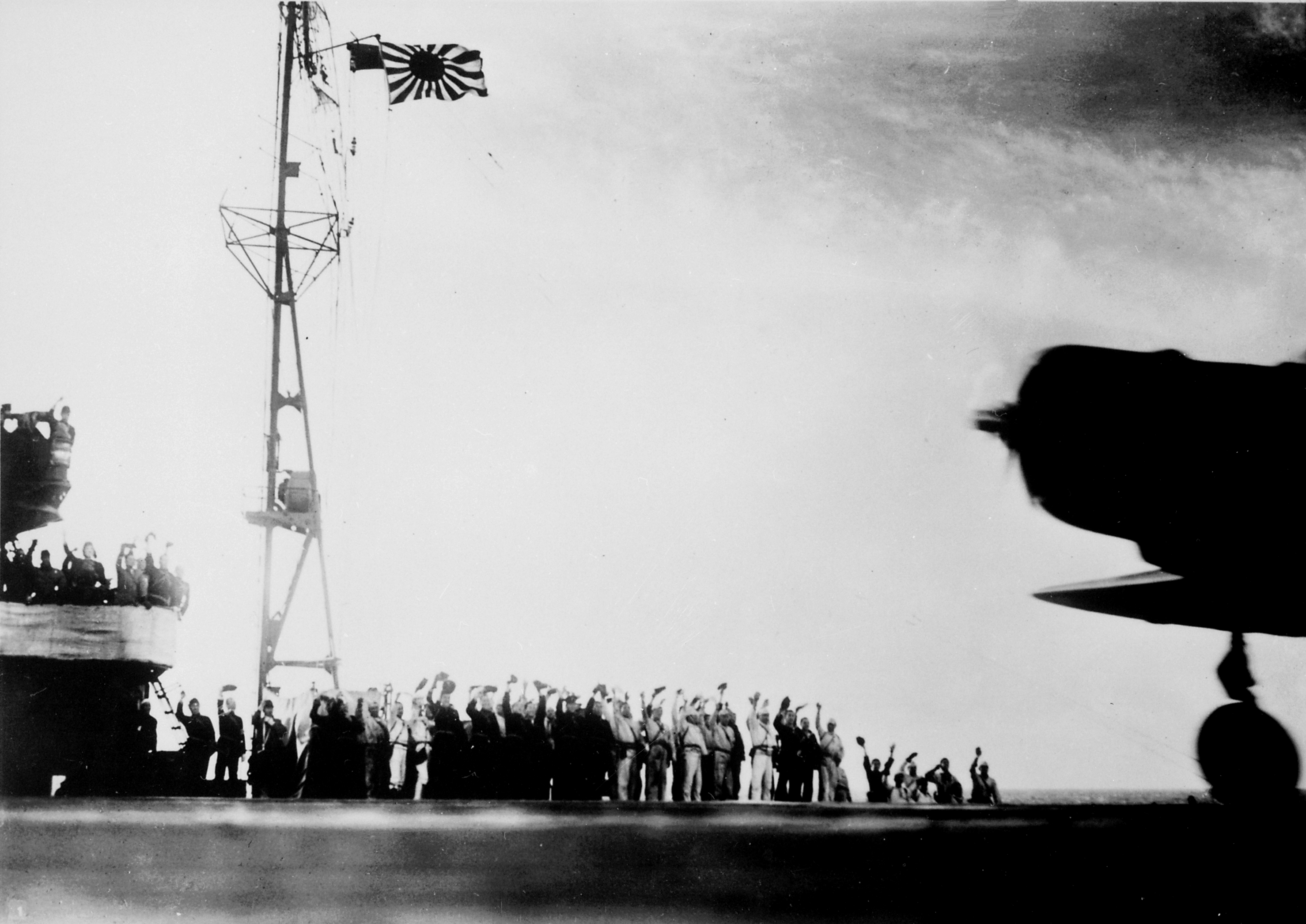
La tripulación del portaaviones Shōkaku lanzando el ataque.
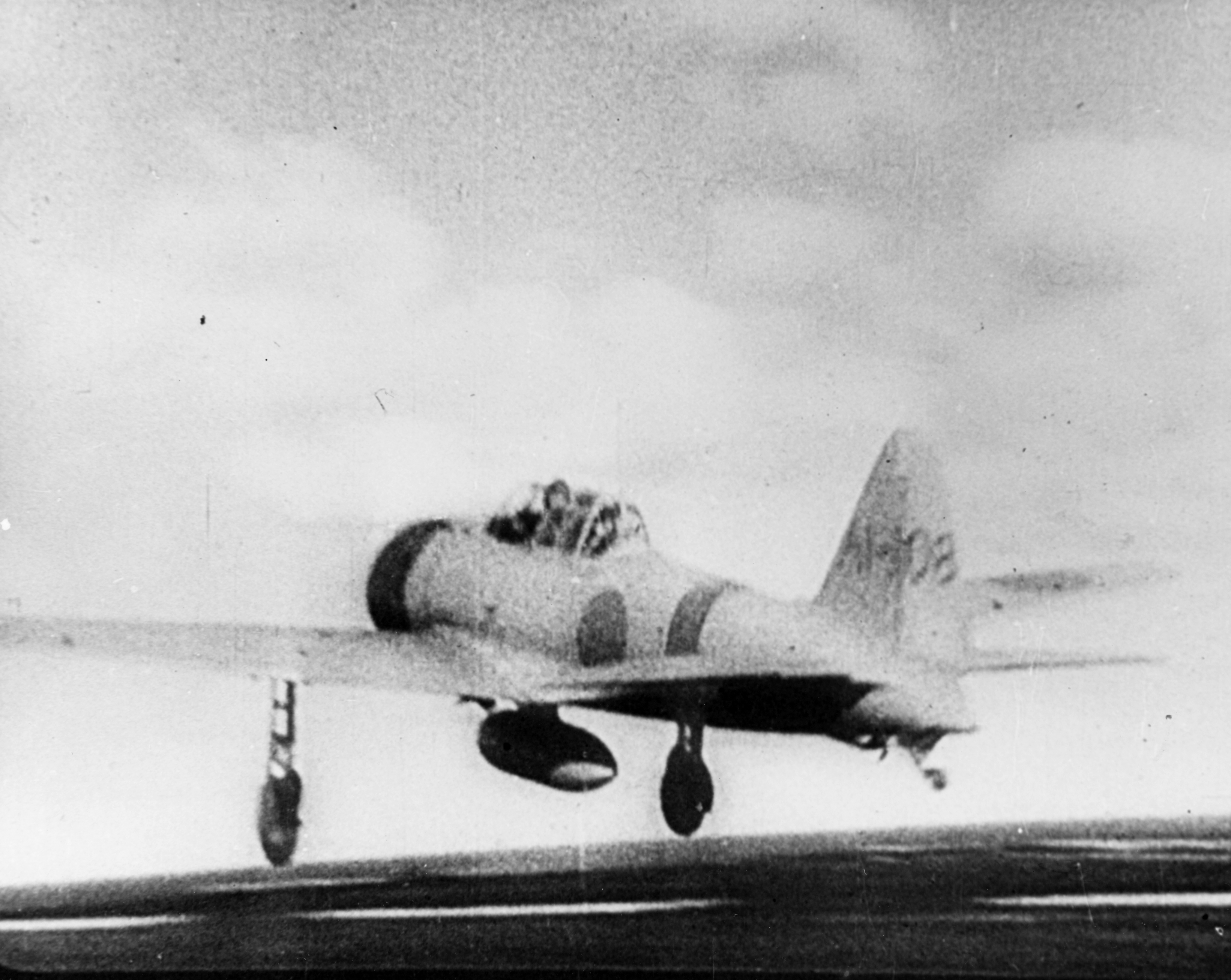
Un caza Mitsubishi A6M2 Zero japonés de la segunda oleada despega del portaaviones Akagi en la mañana del 7 de diciembre.
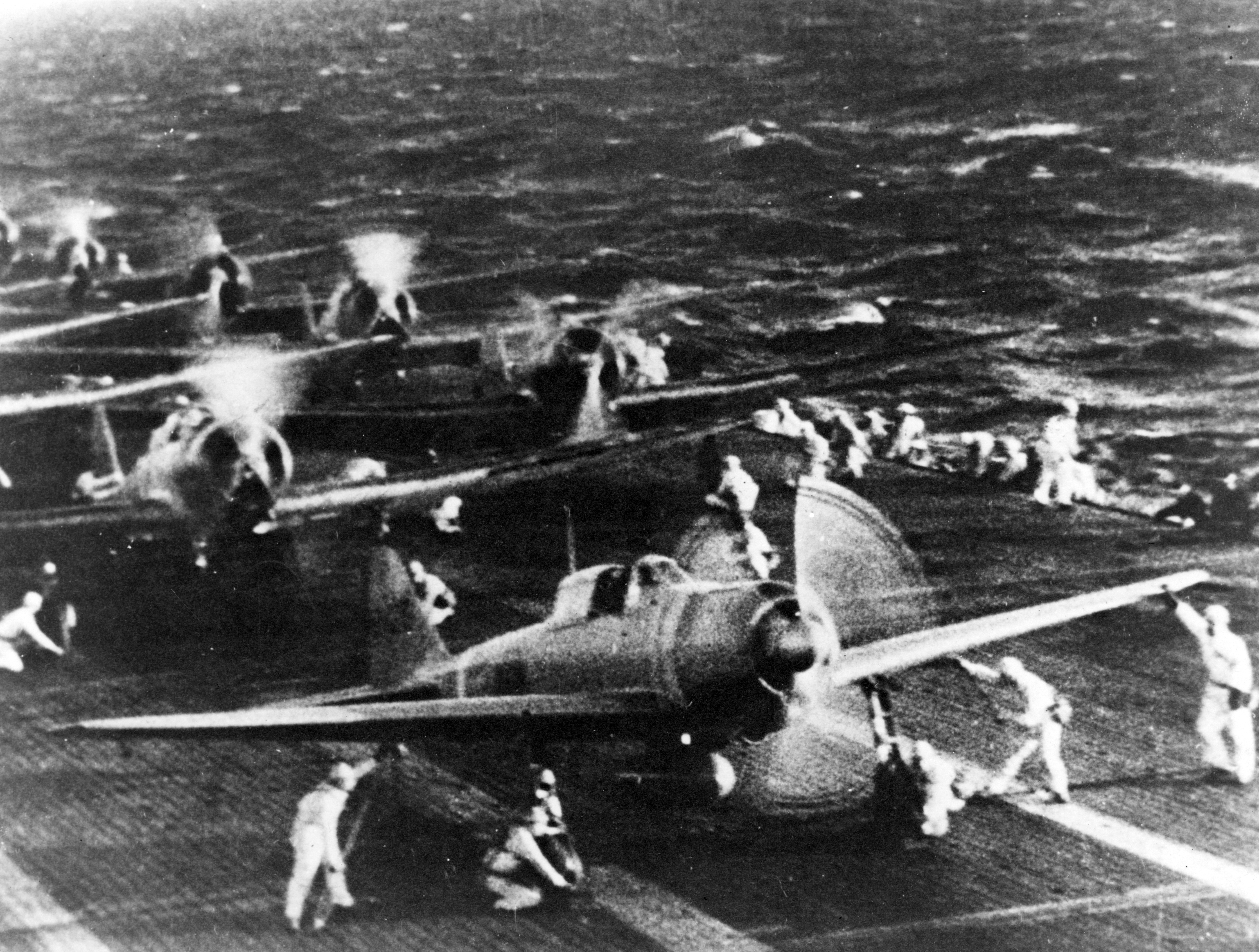
Varios cazas Zero de la segunda oleada se preparan para partir desde el Shōkaku hacia Pearl Harbor.
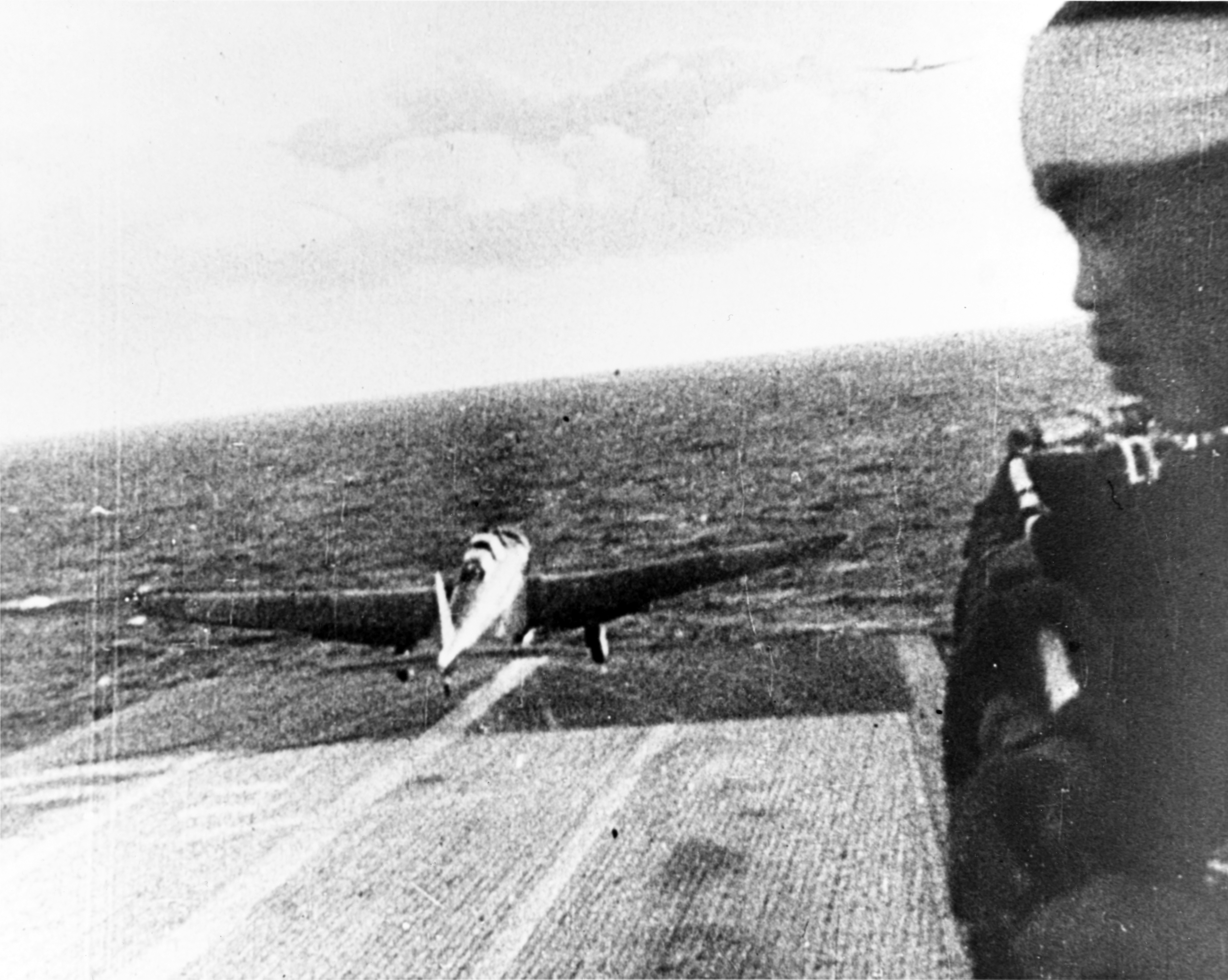
Un bombardero japonés Nakajima B5N2 Tipo 97 Kate despega del Shōkaku.
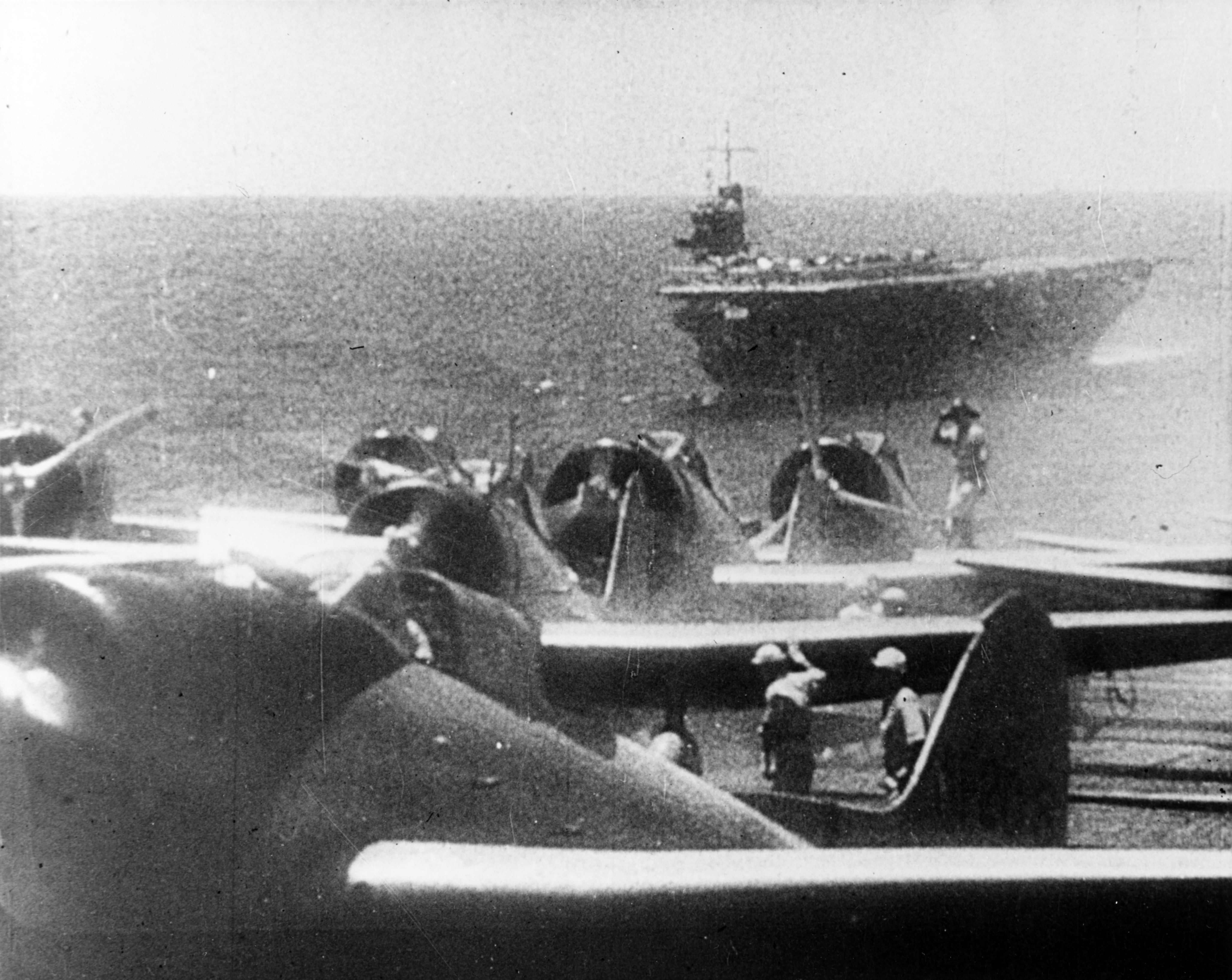
Bombarderos en picado Aichi D3A1 Tipo 99 Val de la segunda oleada se preparan para despegar. Al fondo se ve el portaaviones Sōryū.

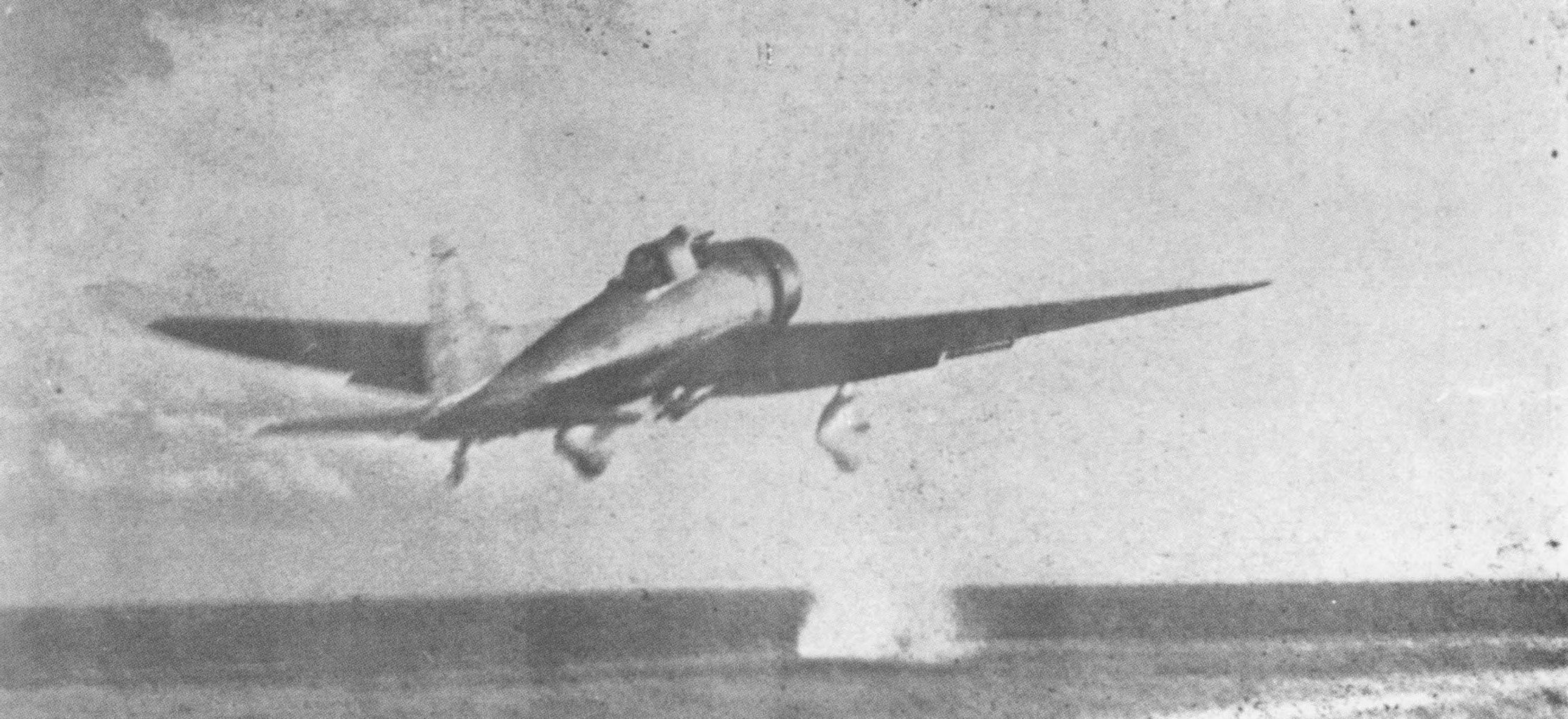
Un Aichi D3A Tipo 99 Val kanbaku (bombardero en picado) parte del portaaviones Akagi para participar en la segunda oleada.
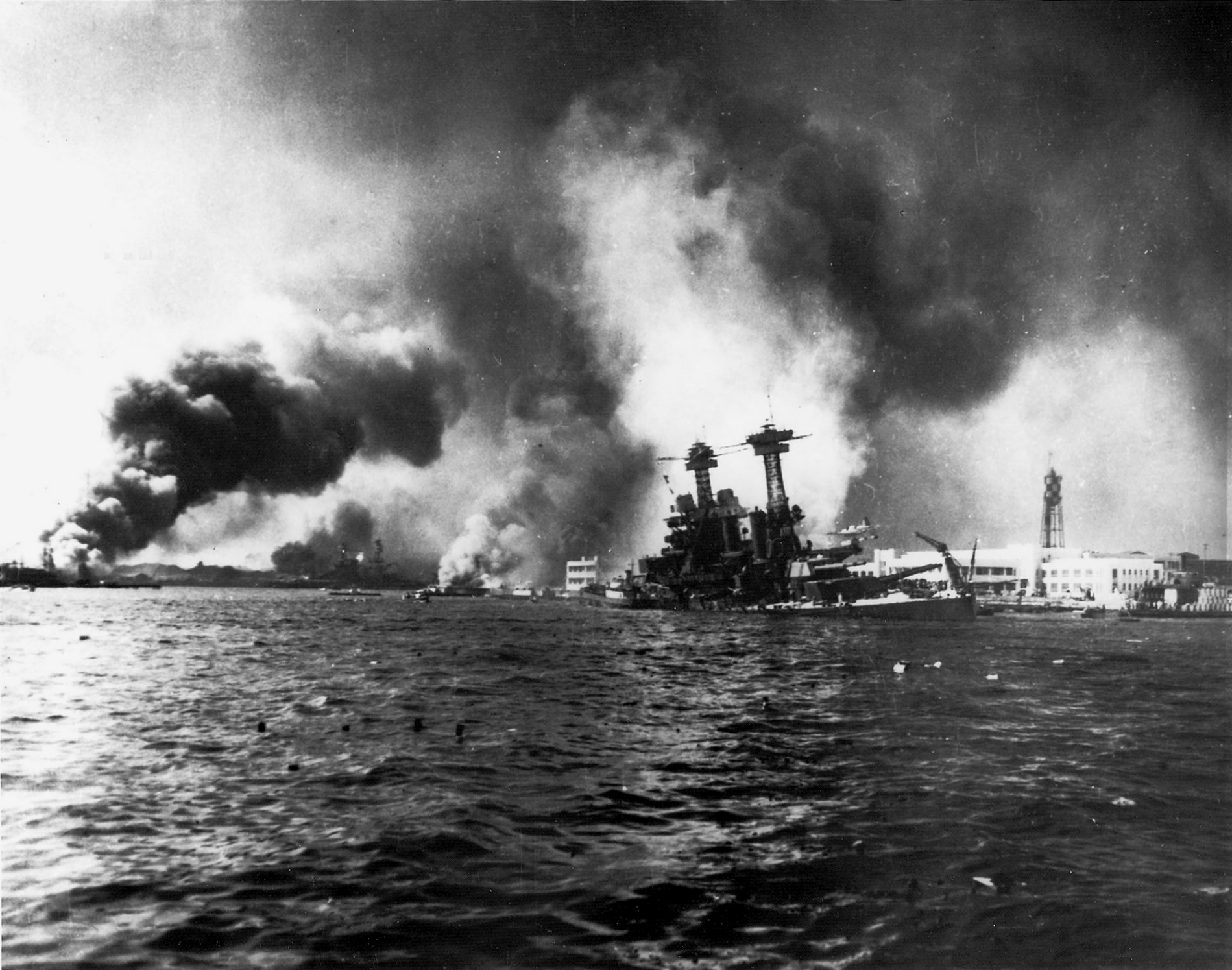
El acorazado USS California hundiéndose.
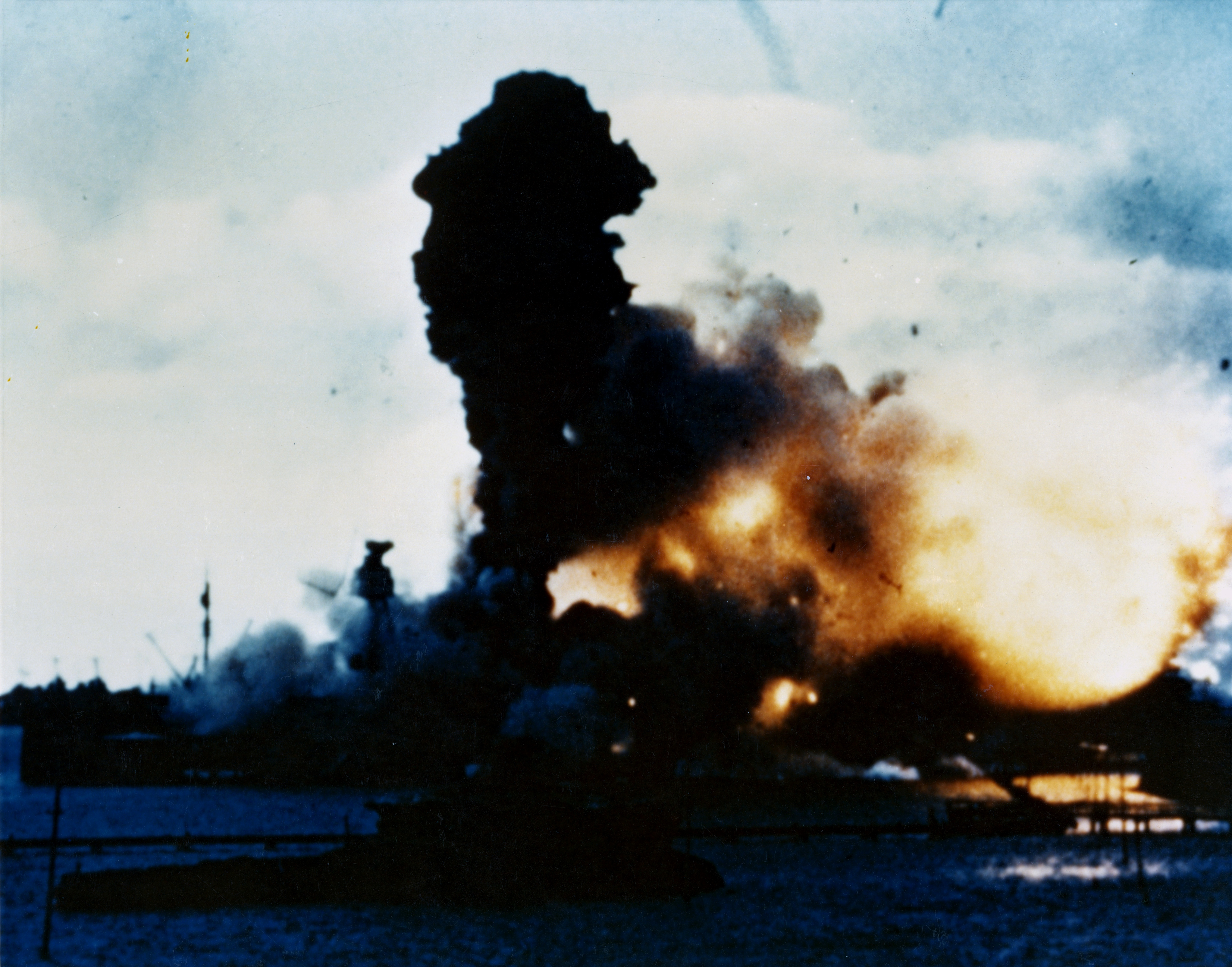
El USS Arizona explota.
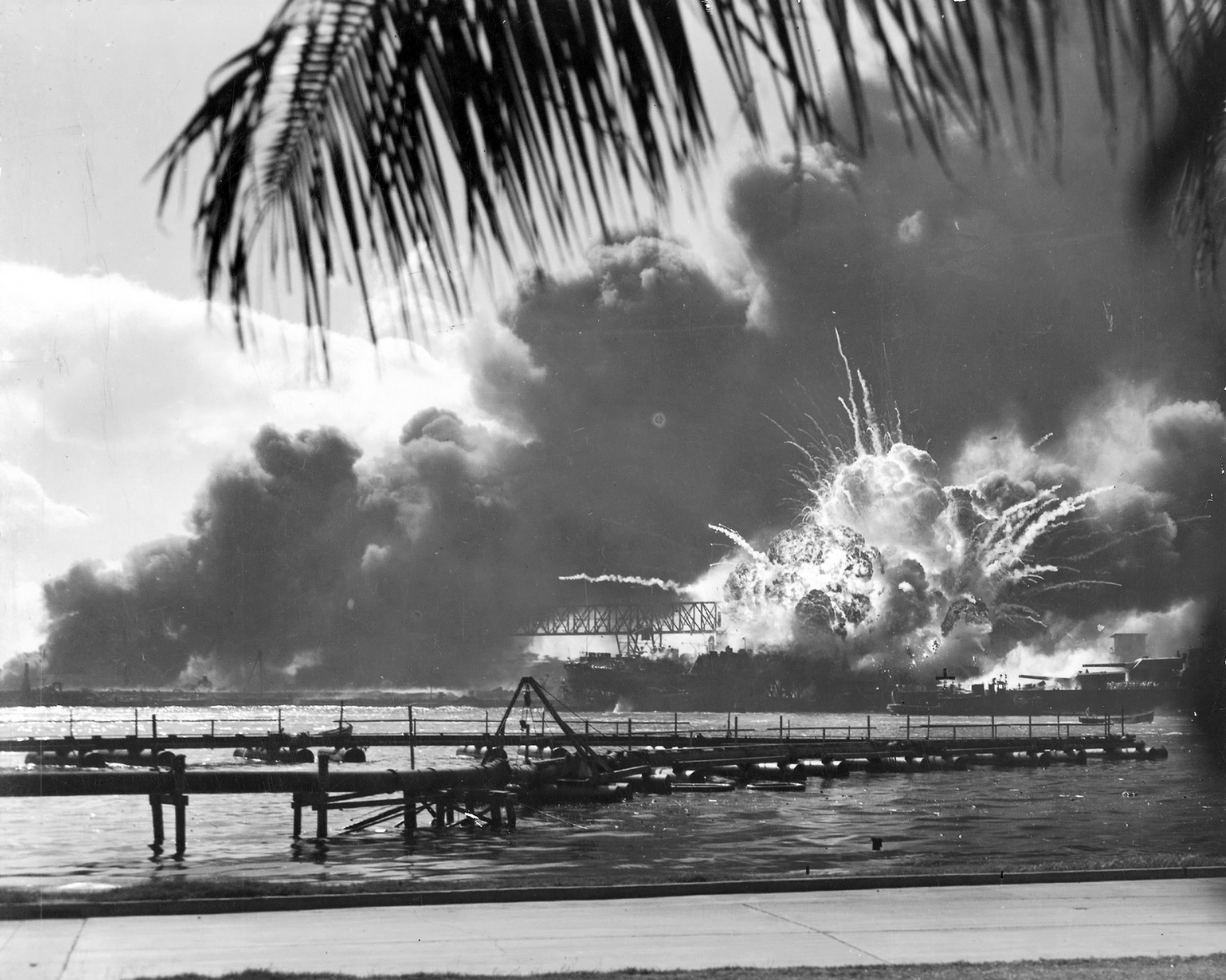
Explosión de la santabárbara del destructor USS Shaw.
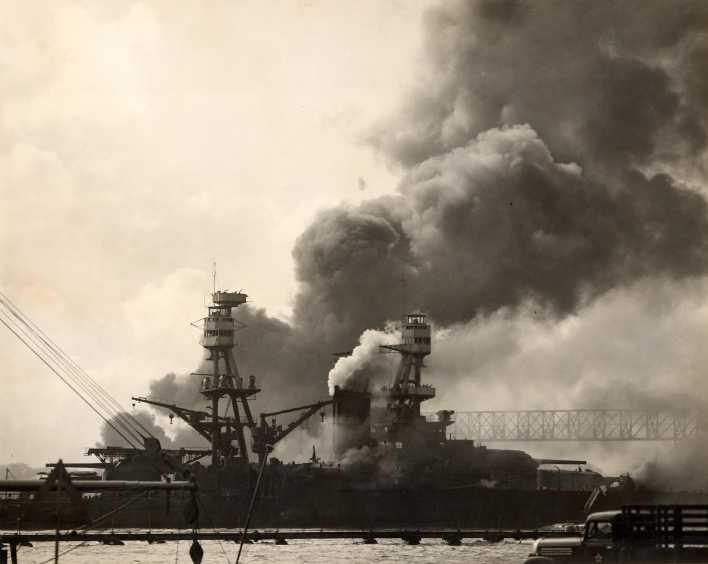
El acorazado USS Nevada intenta escapar del puerto.

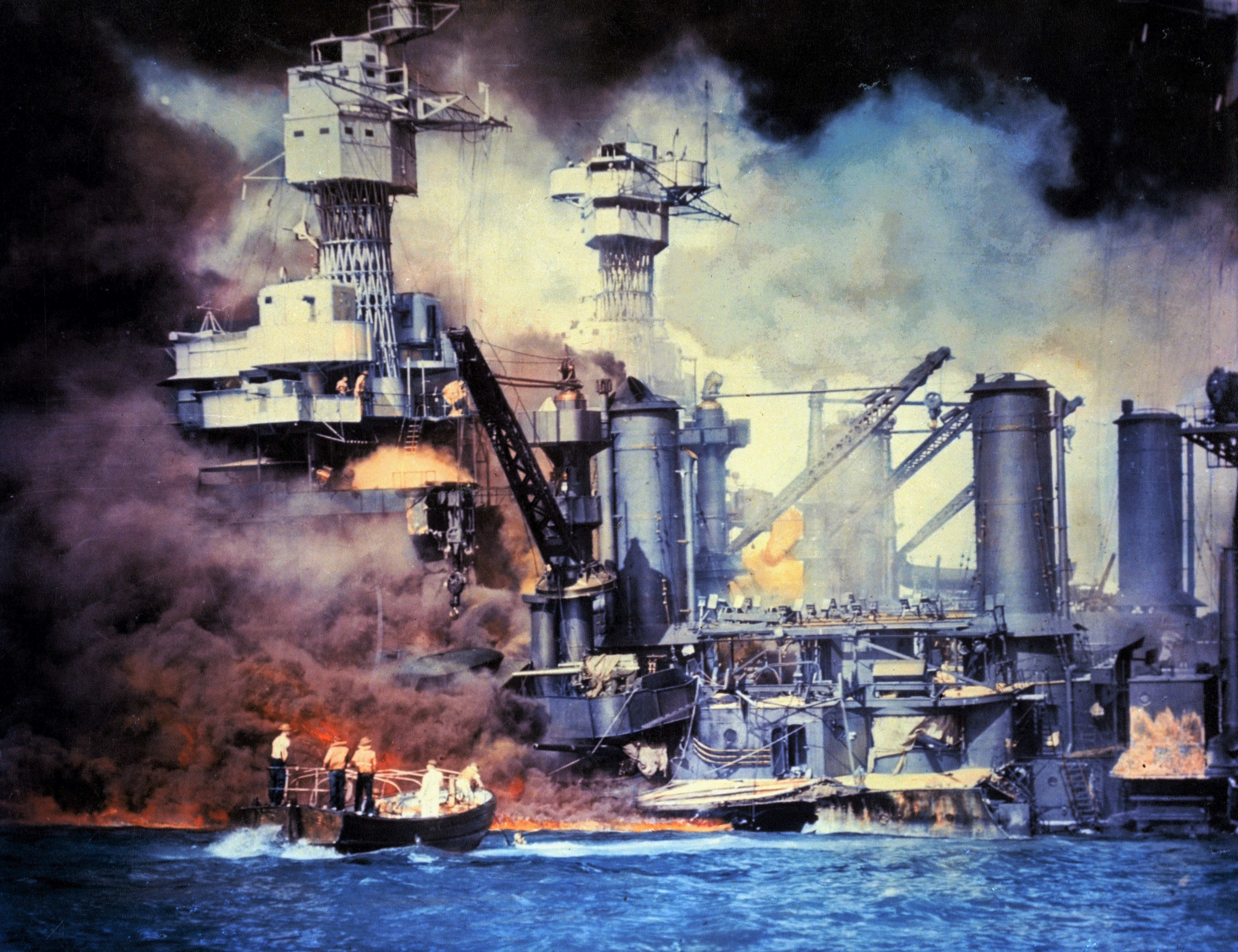
El acorazado USS West Virginia recibió impactos de varios torpedos, uno de ellos probablemente lanzado por un minisubmarino.
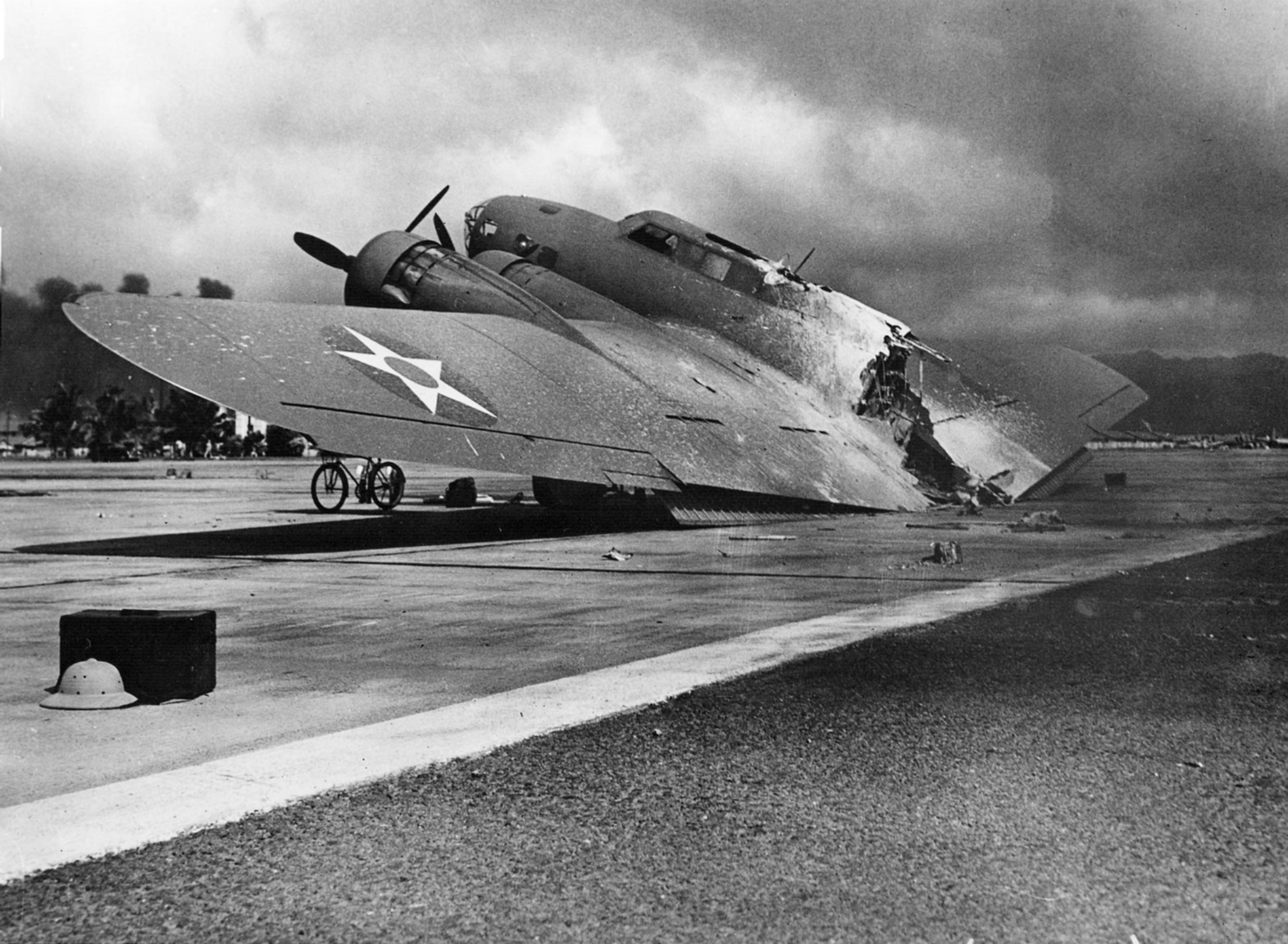
Un bombardero estadounidense B-17 destruido tras el ataque a la base Hickam.
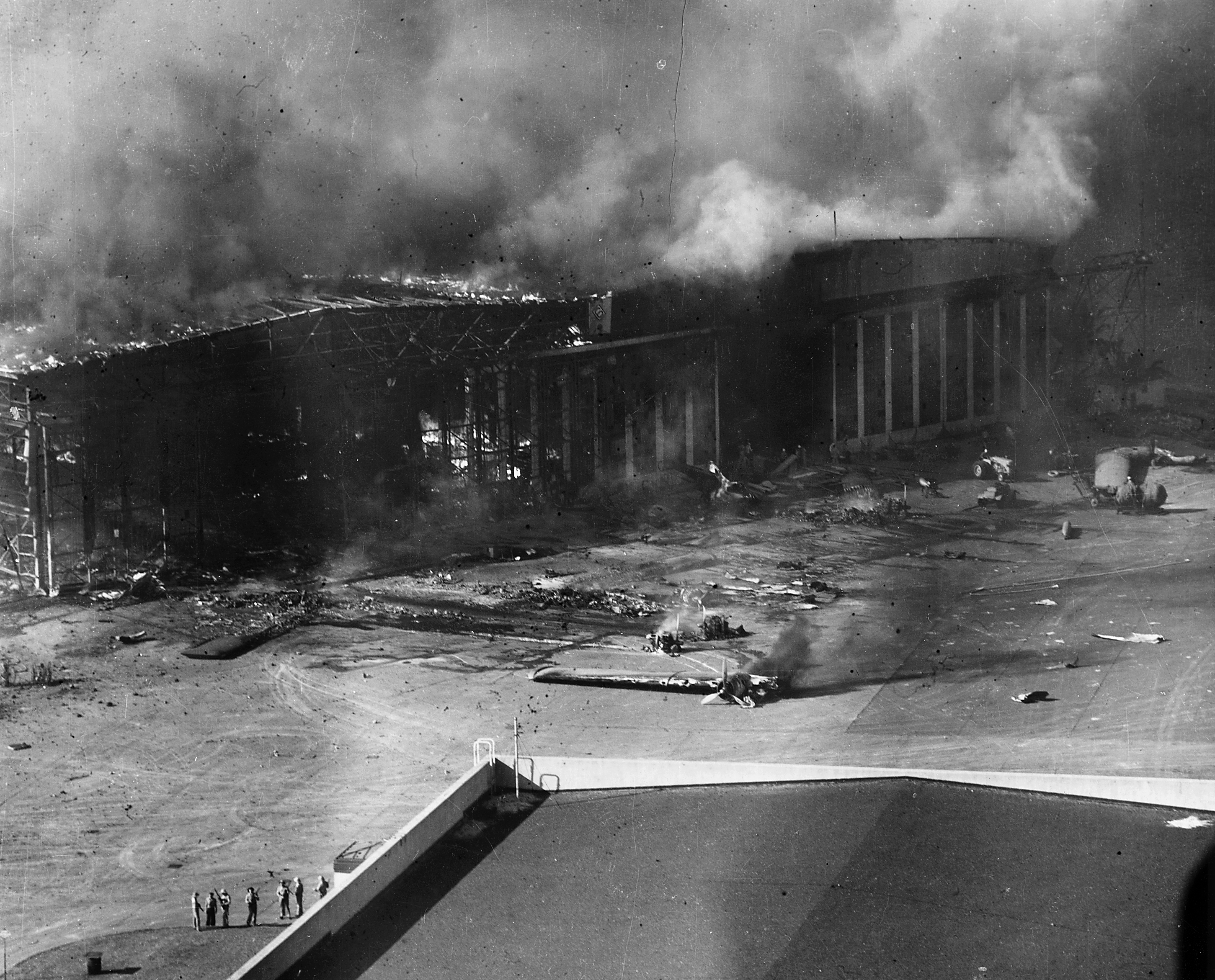
Los hangares de la isla Ford en llamas.
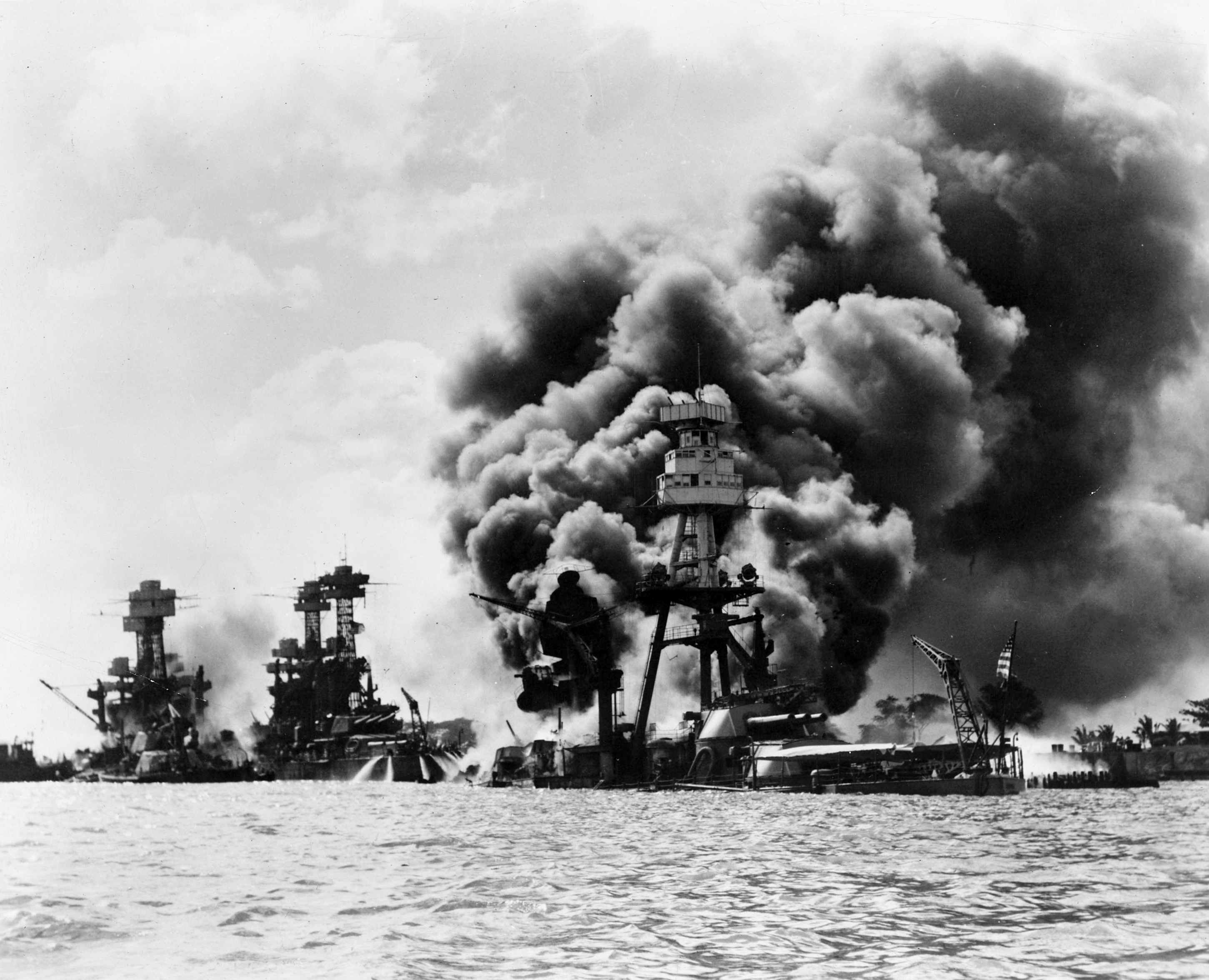
El USS West Virginia (gravemente dañado), el USS Tennessee (dañado) y el USS Arizona (hundido).
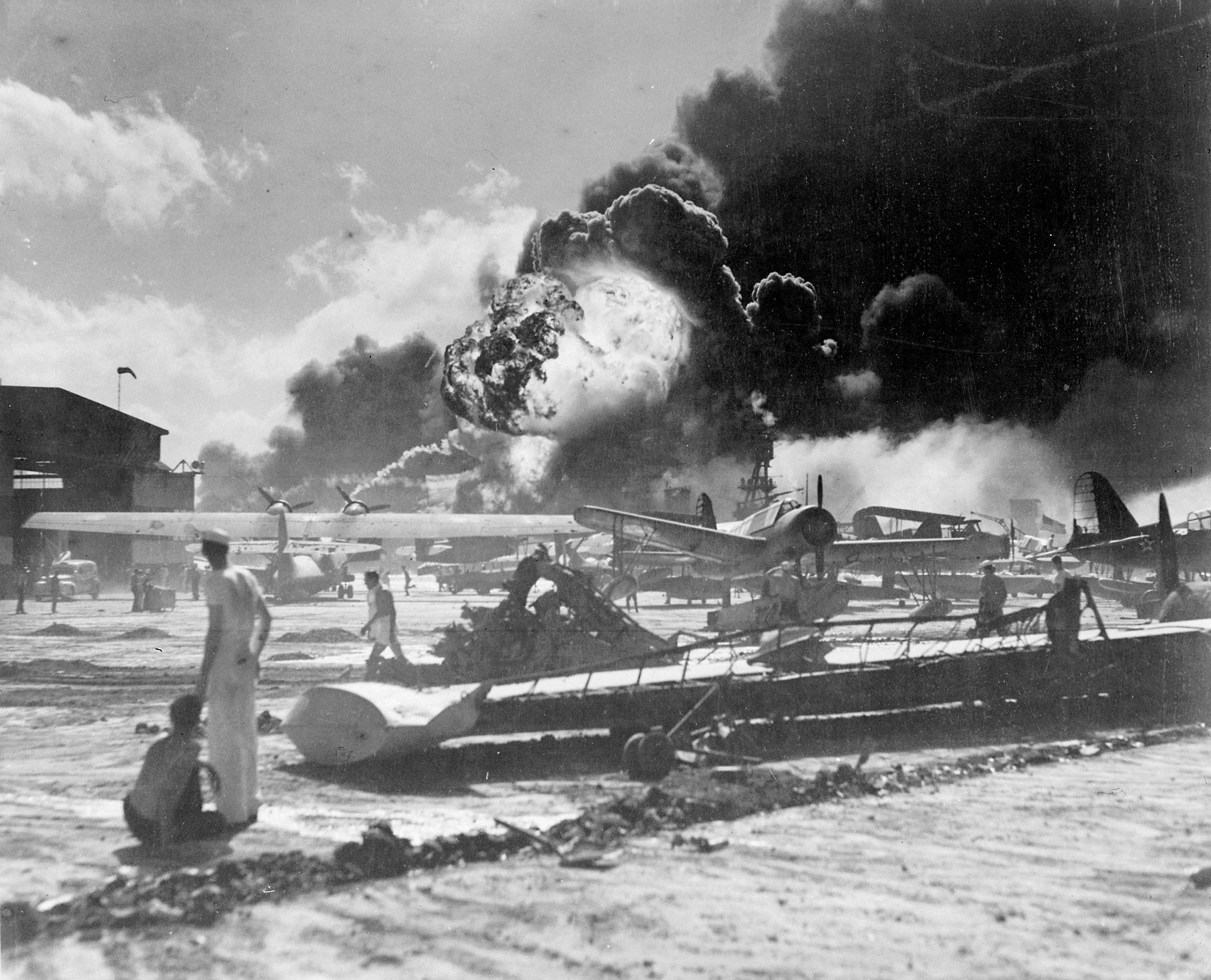
Marineros junto a aviones siniestrados, al fondo, explosión del USS Shaw.

## Buques destruidos o dañados
Acorazados

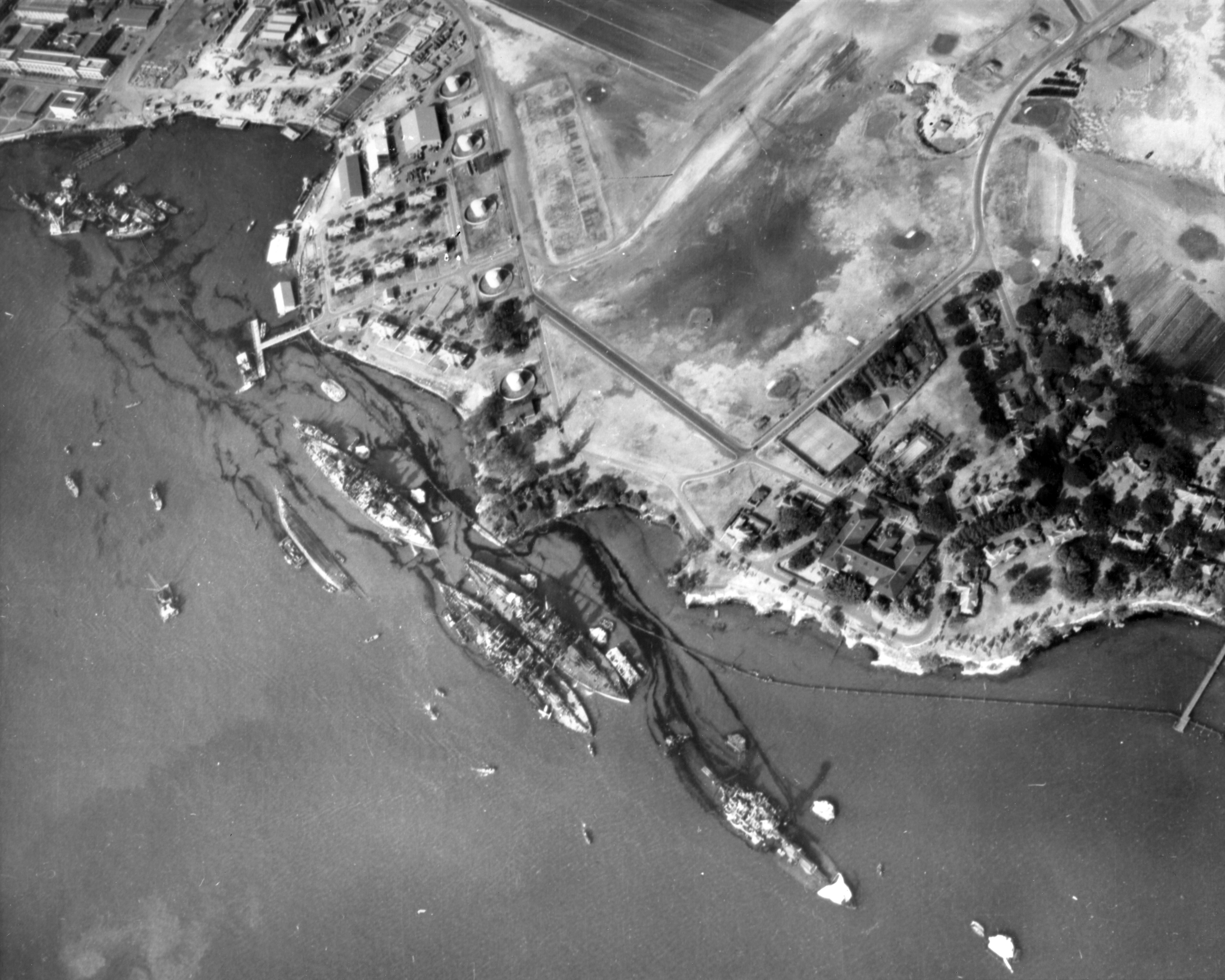
El puerto hawaiano tras el ataque. Son visibles los acorazados dañados, los hundidos y los abundantes restos de combustible vertidos al agua.

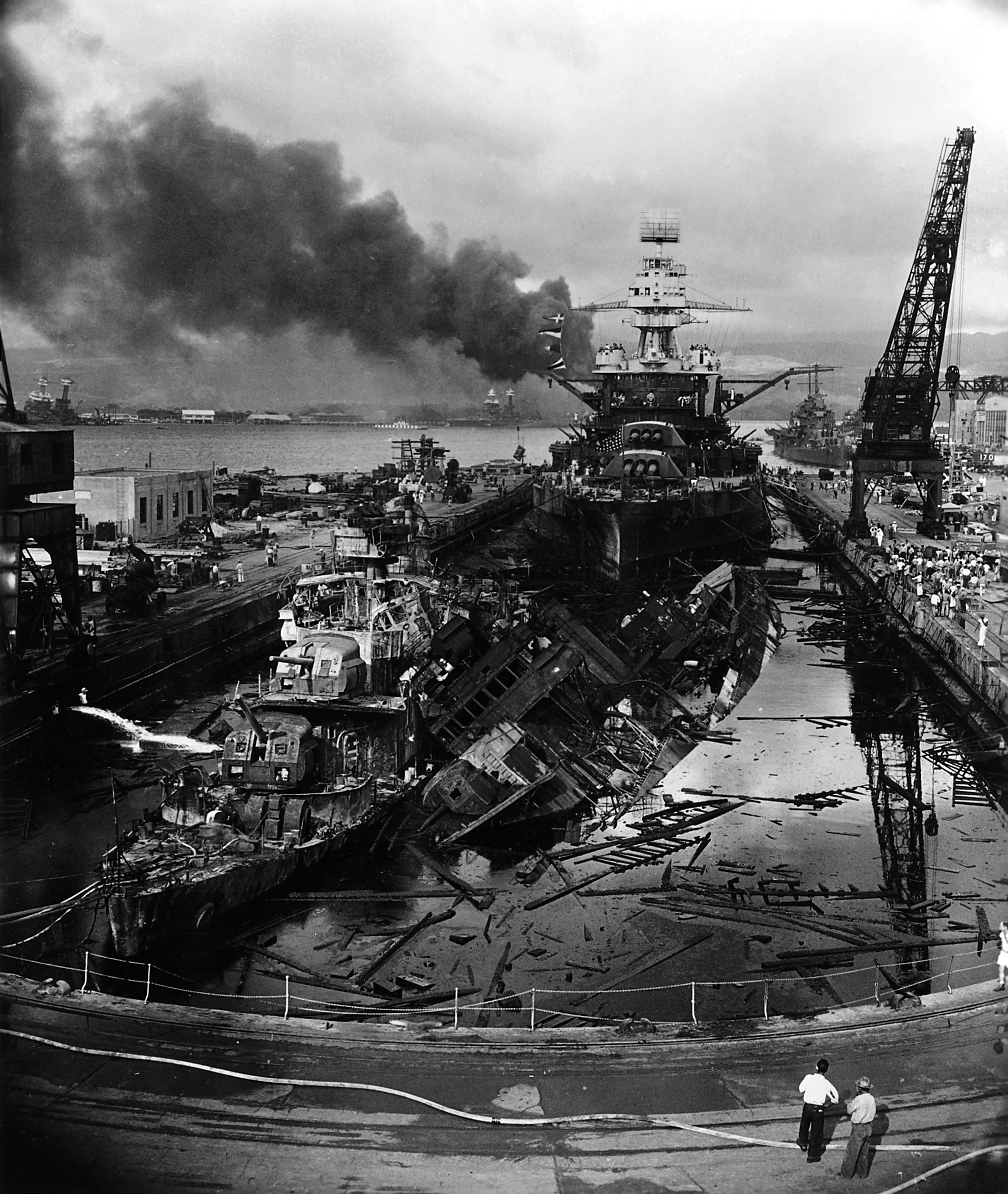
El acorazado USS Pennsylvania (al fondo) y los destructores Cassin y Downes tras el ataque.

- USS Arizona: Explotó; pérdida total. 1177 muertos.
- USS Oklahoma: Volcó, 429 muertos. Reflotado en noviembre de 1943, volcó y se hundió mientras era remolcado al continente en mayo de 1947.[100]
- USS West Virginia: dos bombas, siete torpedos, hundido; volvió al servicio en julio de 1944. 106 muertos.
- USS California: dos bombas, dos torpedos, hundido; volvió al servicio en enero de 1944. 100 muertos.
- USS Nevada: seis bombas, un torpedo, encallado; volvió al servicio en octubre de 1942. 60 muertos.
- USS Tennessee: dos bombas; volvió al servicio en febrero de 1942. 5 muertos.
- USS Maryland: dos bombas; volvió al servicio en febrero de 1942. 4 muertos (incluido el piloto de un hidroavión que fue derribado).
- USS Pennsylvania (Buque insignia del almirante Kimmel):[101] se encontraba en dique seco junto a los destructores Cassin y Downes, una bomba y metralla de USS Cassin; permaneció en servicio. 9 muertos.

Ex-acorazado (buque escuela)
- USS Utah: Volcó; pérdida total. 58 muertos.

Cruceros
- USS Helena: Un torpedo; volvió al servicio en enero de 1942. 20 muertos.
- USS Raleigh: Un torpedo; permaneció en servicio.
- USS Honolulu: Impactos cercanos y daños ligeros; permaneció en servicio.

Destructores
- USS Cassin: en dique seco con el Downes y el Pennsylvania, una bomba. Ardió y volvió al servicio en febrero de 1944.
- USS Downes: en dique seco con el Cassin y el Pennsylvania, prendió del fuego del Cassin. Ardió y volvió al servicio en noviembre de 1943.
- USS Shaw: tres bombas; volvió al servicio en junio de 1942.

Auxiliares
- USS Oglala (minador): Dañado por un impacto de torpedo en el Helena. Volcó y volvió al servicio en febrero de 1944.
- USS Vestal (barco de apoyo logístico): Dos bombas y la deflagración de la explosión del Arizona. Encallado, volvió al servicio en agosto de 1942.
- USS Curtiss (portahidroaviones): Una bomba y un avión japonés estrellado. Volvió al servicio en enero de 1942. 19 muertos.

## Consecuencias

### Reacciones inmediatas
Pocas horas después de que se iniciase el ataque a Pearl Harbor (sin embargo, al día siguiente, 8 de diciembre de 1941, al otro lado de la línea internacional de cambio de fecha), las tropas japonesas iniciaron un ataque matutino en los Nuevos Territorios de Hong Kong, seguidos de ataques en las Filipinas, la isla Wake, Malasia, Tailandia así como el hundimiento del HMS Prince of Wales y del HMS Repulse.

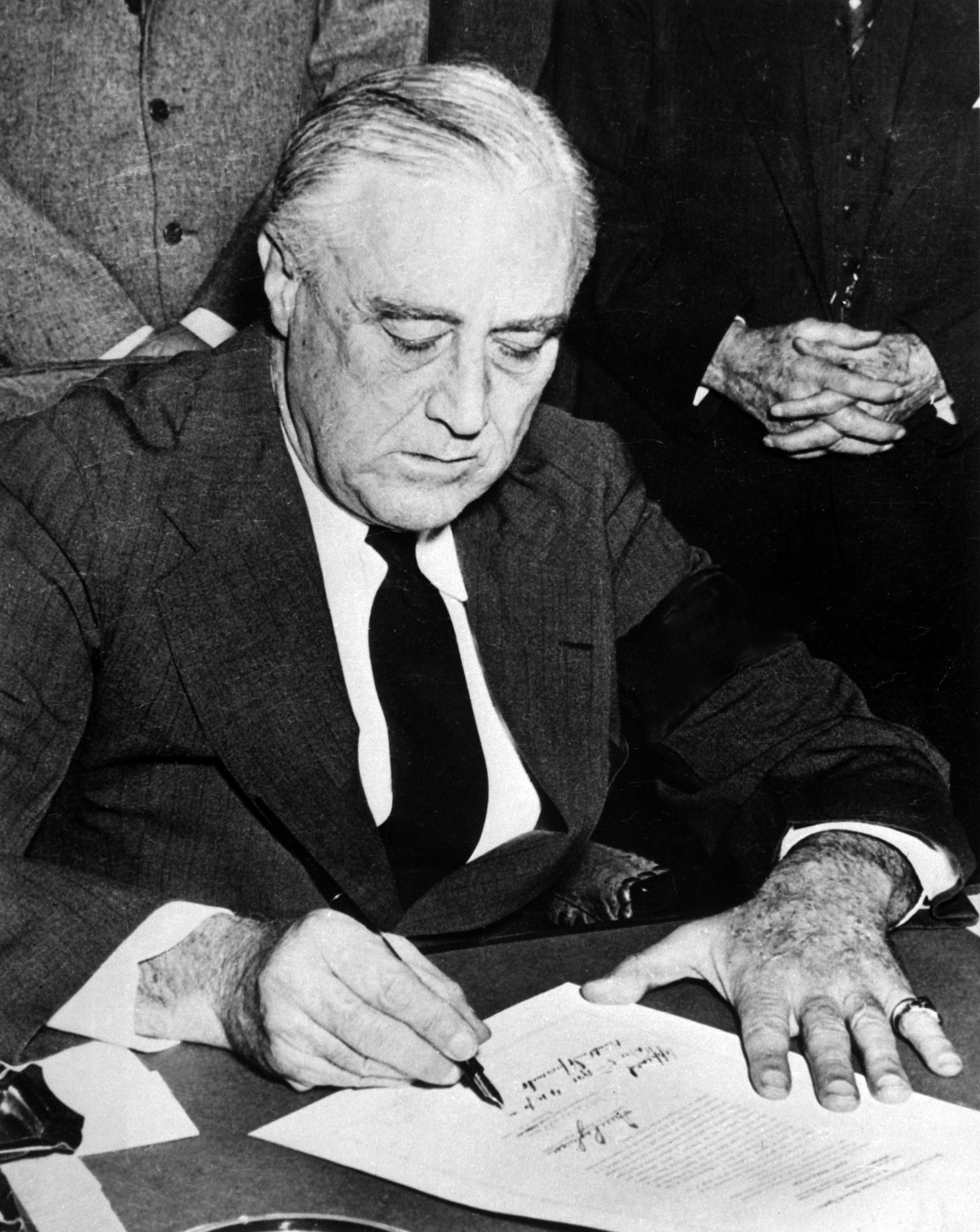
El presidente Roosevelt firma la Declaración de Guerra contra Japón el día después del ataque.

El 8 de diciembre, el Congreso de los Estados Unidos declaró la guerra al Imperio del Japón, siendo el único voto en contra el de Jeannette Rankin. Los Estados Unidos estaban iracundos por el ataque y porque no habían recibido una notificación de ruptura de relaciones previa, considerando ambas acciones como traicioneras.[cita requerida] Franklin D. Roosevelt firmó la declaración de guerra el mismo día, refiriéndose al anterior como «una fecha que vivirá en la infamia» al dirigirse a la sesión conjunta del Congreso de los Estados Unidos. En los Estados Unidos empezaban a oírse críticas desde algunos sectores por los continuos reveses militares. El Gobernador del Estado de Virginia empezó a criticar al Gobierno Federal por la nula capacidad de reacción de sus fuerzas en el Pacífico. Unos días más tarde, los Gobernadores de Georgia y Carolina del Sur hacían otro tanto. Roosevelt temía una moción de censura, por lo que decidió una jugada arriesgada: el bombardeo de Tokio por parte del teniente coronel James H. Doolittle. Los portaaviones de Fletcher: Lexington y Hornet, este último con bombarderos B-25, bombardearían Tokio, Yokosuka y Nagoya para acallar las críticas. La operación fue un éxito propagandístico, pero los daños apenas influyeron sobre la producción bélica japonesa. Otro aspecto que provocó la caída de las bombas en Japón fue la resolución de Yamamoto de aniquilar los portaaviones estadounidenses. Roosevelt sabía que este gesto a la galería debía rubricarse con una victoria de armas y presionó directamente a Nimitz para atacar en el Mar del Coral.
Continuando la intensificación de la movilización militar, el gobierno de los Estados Unidos comenzó a adoptar una economía de guerra.
El ataque a Pearl Harbor unió a una nación dividida como casi nada más pudo haberlo hecho.[cita requerida] De la noche a la mañana unió a los estadounidenses contra Japón y probablemente hizo posible la posición de rendición incondicional tomada por las Fuerzas Aliadas.[cita requerida]. Las relaciones entre Estados Unidos y Japón se habían deteriorado rápidamente durante el último tiempo. Cuando Roosevelt impuso un embargo sobre las exportaciones de materiales críticos a Japón, se esperaba lo peor. En la medida en que el embargo se volvió más duro, los japoneses se habían desesperado más, sintiendo que su merecido lugar en el mundo estaba en juego. Por ello, algunos historiadores creen que el ataque a Pearl Harbor condenó al Imperio del Japón a la derrota puesto que despertó al «gigante dormido», ya que, independientemente de que los depósitos de combustible o los astilleros hubieran sido destruidos, o de que los portaaviones hubieran sido sorprendidos en puerto y hundidos, la capacidad industrial de los Estados Unidos, una vez movilizada, fue capaz de proveer gran cantidad de recursos en los escenarios tanto del Pacífico como del Atlántico. La percepción de la naturaleza traicionera del ataque a Pearl Harbor también despertó temores de sabotaje o espionaje acerca de los estadounidenses de ascendencia japonesa y fue un factor en el subsiguiente confinamiento de los japoneses en los Estados Unidos.

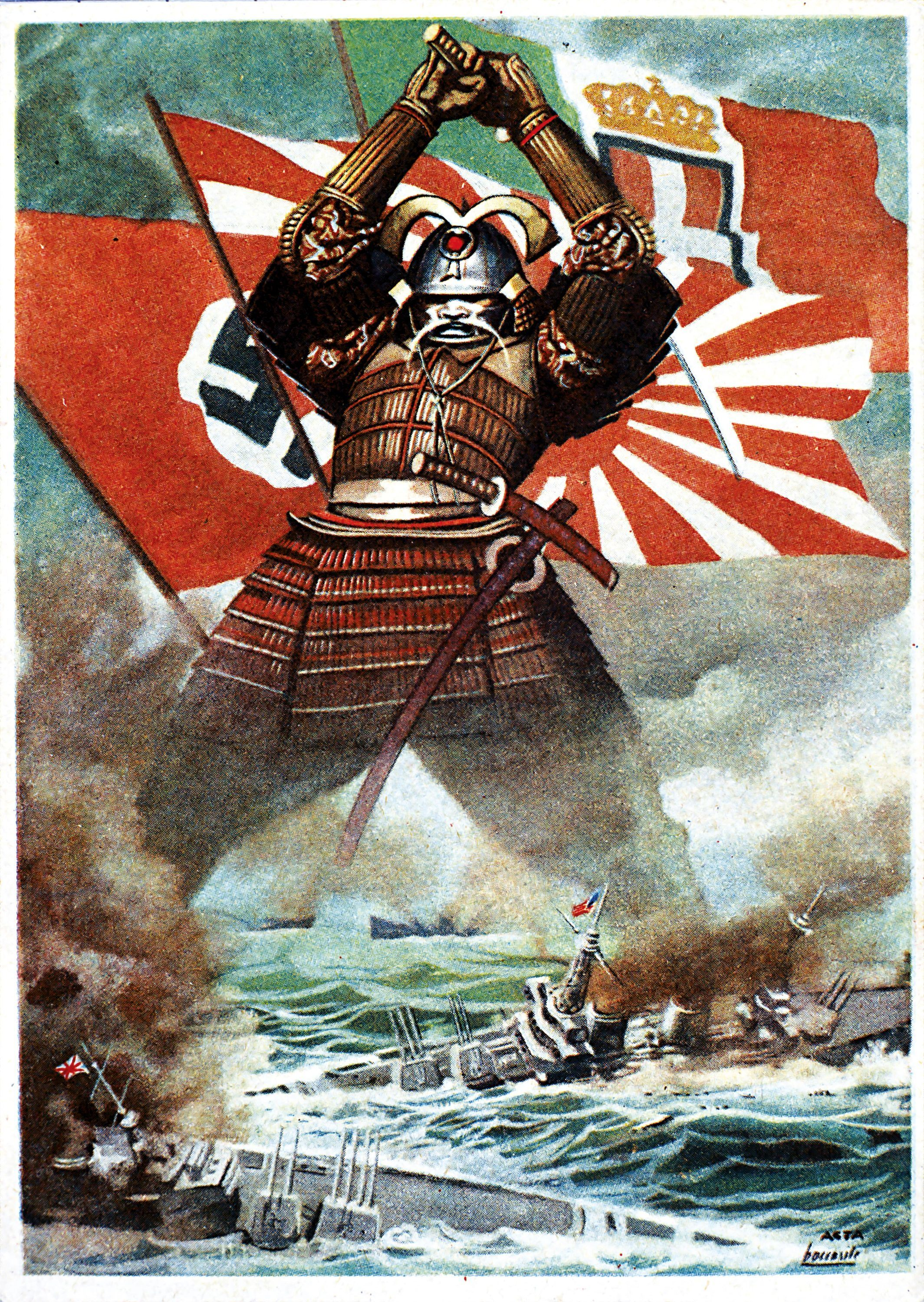
Cartel de propaganda del Pacto Tripartito exaltando el ataque japonés a Pearl Harbor

La Alemania nazi declaró la guerra a Estados Unidos el 11 de diciembre, cuatro días después del ataque japonés. Aunque Adolf Hitler no tenía la obligación de hacerlo bajo los acuerdos del Pacto Tripartito, lo consideró una mera formalidad debido a que la Armada de los Estados Unidos llevaba meses participando en la batalla del Atlántico. Hitler había subestimado la capacidad industrial y militar estadounidense, y pensaba que la guerra con Japón aliviaría su situación frente al Reino Unido y la Unión Soviética. Esto indignó doblemente al pueblo estadounidense, lo que permitió a los Estados Unidos entrar abiertamente al escenario europeo de la guerra apoyando al Reino Unido, acciones que retardaron por un tiempo una respuesta completa de los estadounidenses en el Pacífico.
Tanto el comandante de la Armada de los Estados Unidos, el contraalmirante Husband E. Kimmel, como el comandante del ejército, el teniente general Walter Short —cuyo cuerpo de la Fuerza Aérea tenía la responsabilidad sobre las defensas aéreas de la base— fueron relevados de sus cargos poco después del ataque. Fueron acusados de abandono del deber por no haber dispuesto preparativos de defensa suficiente. Algunos historiadores han sugerido que Kimmel y Short fueron utilizados como chivos expiatorios, ya que la inteligencia no les había revelado información crucial, pero los militares rechazaron exonerarlos.
En cuanto a sus objetivos principales, el ataque a Pearl Harbor fue un éxito táctico que superó las expectativas planeadas. Su ejecución tiene pocos ejemplos semejantes en la historia militar de cualquier época, al menos a corto y medio plazo. Ni siquiera el ataque sorpresa de los británicos a la base naval de Tarento fue tan devastador en términos de daño causado (aunque tuvo mayores implicaciones estratégicas al neutralizar la flota italiana). Debido a las graves pérdidas en Pearl Harbor y la subsiguiente invasión a las Filipinas, el ejército estadounidense fue incapaz de llevar a cabo acciones significativas en el Pacífico durante los siguientes seis meses. Con la flota estadounidense fuera de acción, Japón estuvo temporalmente libre de preocupaciones sobre la potencia naval de su rival. Se lanzó a conquistar el sureste de Asia, el Pacífico suroccidental y extendió su alcance al océano Índico.

### Efectos a largo plazo

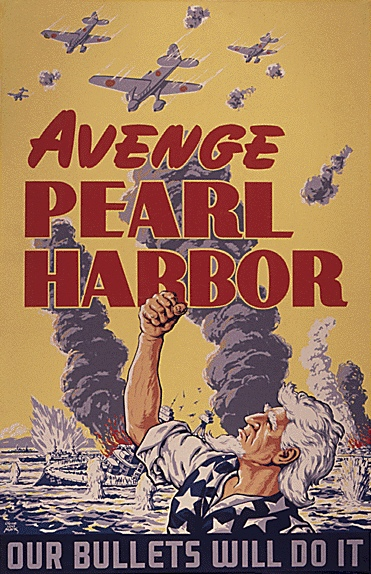
El ataque inflamó los sentimientos de los Estados Unidos (Vengad Pearl Harbor - Nuestras balas lo harán).

Una opinión común es que los japoneses fueron víctimas del llamado «mal de la victoria» debido a la facilidad con que obtuvieron sus primeras victorias. A pesar de la percepción de esta batalla como un golpe devastador contra los Estados Unidos, solo cinco embarcaciones de la Armada de los Estados Unidos se perdieron de forma definitiva. Estas cinco embarcaciones fueron los acorazados Arizona, Oklahoma, el viejo acorazado Utah (el cual era usado como barco objetivo) y los destructores Cassin y Downes. Además, mucho material útil pudo ser salvado de la destrucción, incluyendo dos torretas principales del Arizona. Las mayores pérdidas se debieron a la explosión de la santabárbara del Arizona y al vuelco del Oklahoma. Cuatro barcos que se hundieron durante la batalla fueron posteriormente reflotados y devueltos a la actividad, incluyendo los acorazados California, West Virginia y Nevada. El California y el West Virginia tenían un efectivo sistema de defensa contra torpedos que aguantó excepcionalmente bien, a pesar de la dureza de los ataques que tuvieron que soportar, permitiendo que la mayoría de sus respectivas tripulaciones pudiera salvarse. Muchos de los acorazados que se salvaron fueron reparados y reforzados de nuevo, lo que les permitió hacer frente a las amenazas japonesas. De los 22 navíos japoneses que tomaron parte en el ataque, solo uno sobrevivió a la guerra. A fecha de 2005, el único barco de los Estados Unidos que aún seguía a flote y que estuvo en Pearl Harbor durante el ataque era el guardacostas Taney.
A largo plazo, el ataque sobre Pearl Harbor fue una estrategia no disimulada que resultó errónea para Japón. En efecto, el almirante Isoroku Yamamoto, quien concibió el ataque a Pearl Harbor, había predicho que incluso un ataque exitoso sobre la flota estadounidense no permitiría ganar una guerra contra los Estados Unidos, ya que la capacidad de producción estadounidense era demasiado grande. Uno de los principales objetivos japoneses era destruir los tres portaaviones estadounidenses que se encontraban en el Pacífico, pero estos realmente no estaban presentes —el Enterprise volvía de una travesía, el Lexington había partido unos días antes y el Saratoga se encontraba en San Diego siendo reparado en el Puget Sound Naval Shipyard. El hecho de poner la mayoría de los navíos de guerra de los Estados Unidos fuera de circulación era considerado, en los dos ejércitos y por la mayoría de los observadores en todo el mundo, como un rotundo éxito para los japoneses.

### El ataque a Pearl Harbor y el acorazado como concepto bélico

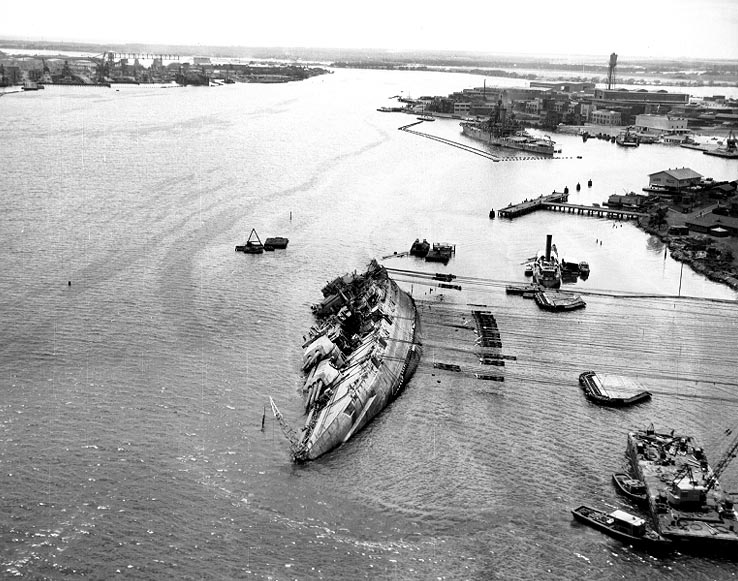
Tareas de reflote del acorazado en marzo de 1943.

La eliminación de los acorazados, casi todos anticuados respecto a los que tenía el Imperio del Japón, dejó a los Estados Unidos sin otra elección que confiar en sus tres portaaviones y en sus submarinos, siendo estos la mayor parte de lo que había quedado indemne. También fueron estas las armas con las que los Estados Unidos frenaron y revirtieron el avance japonés: solamente la acción del USS Enterprise hundió a un mayor número de naves japonesas y derribó a un mayor número de aviones que cualquiera de sus pares japoneses. La pérdida de los acorazados resultó ser realmente menos importante de lo que Japón había pensado antes del ataque y también menos relevante que lo que tanto los japoneses como los estadounidenses habían creído justo después del ataque. De hecho, el ataque japonés a Pearl Harbor dio como resultado el hundimiento del concepto del acorazado como arma principal. En efecto, el Imperio del Japón tenía en sus modernísimos e impresionantes acorazados su fortaleza: después de los clase Yamato no se construyeron nunca más acorazados en todo el mundo.
Una de las proyecciones de la estrategia japonesa fue pensar que la última y decisiva batalla del Pacífico sería entre acorazados de ambos bandos, un enfrentamiento épico al estilo de la batalla de Tsushima; de hecho todo el entrenamiento y la construcción misma de la batalla, comandada por Isoroku Yamamoto, estuvo pensada para esa ocasión, es decir, asestar en una batalla decisiva, que se predecía en las cercanías de las islas Marshall, un ataque contundente a la flota estadounidense. Como resultado, Yamamoto construyó, entrenó y puso a punto a sus acorazados para una batalla decisiva que nunca tuvo lugar.

### Importancia histórica
El ataque japonés a Pearl Harbor solo tuvo un pequeño impacto militar debido al fallido intento de la Marina japonesa por hundir los portaaviones de Estados Unidos, pero aunque los portaaviones hubieran sido hundidos, no hubiera ayudado significativamente al Imperio del Japón. Las islas Hawái están situadas en el centro del Pacífico y tenían depósitos de combustible para la flota norteamericana que no fueron atacados. Haber destruido esos depósitos habría significado retrasar por bastante tiempo las operaciones militares norteamericanas en el Pacífico, pues habrían tenido que reconstruir y reponer todo lo perdido desde California. Un error muy importante, pues no destruyó la logística norteamericana (cita: Prof. Zelikow, Universidad de Virginia).
El ataque arrastró firmemente a los Estados Unidos y a su economía industrial y de servicio a la Segunda Guerra Mundial, lo que llevó a la derrota del Eje en todo el mundo. El primer ministro del Reino Unido, Winston Churchill, al enterarse de que el ataque a Pearl Harbor había por fin dirigido a Estados Unidos hacia la guerra, escribió: «Estando saturado y saciado, con emoción y sensación; fui a la cama y dormí el sueño de los seguros y agradecidos». La victoria aliada en esta guerra y el subsiguiente surgimiento de Estados Unidos como una potencia mundial dominante han dado forma a la política internacional desde entonces.
En términos de historia militar, el ataque a Pearl Harbor marcó el surgimiento del portaaviones como el centro del poder naval, reemplazando al acorazado como piedra angular de una flota de guerra. Sin embargo, no fue sino hasta después de las batallas del mar del Coral y de Midway cuando este adelanto se hizo patente para los poderes navales de todo el mundo.

### Punto de vista japonés sobre el ataque

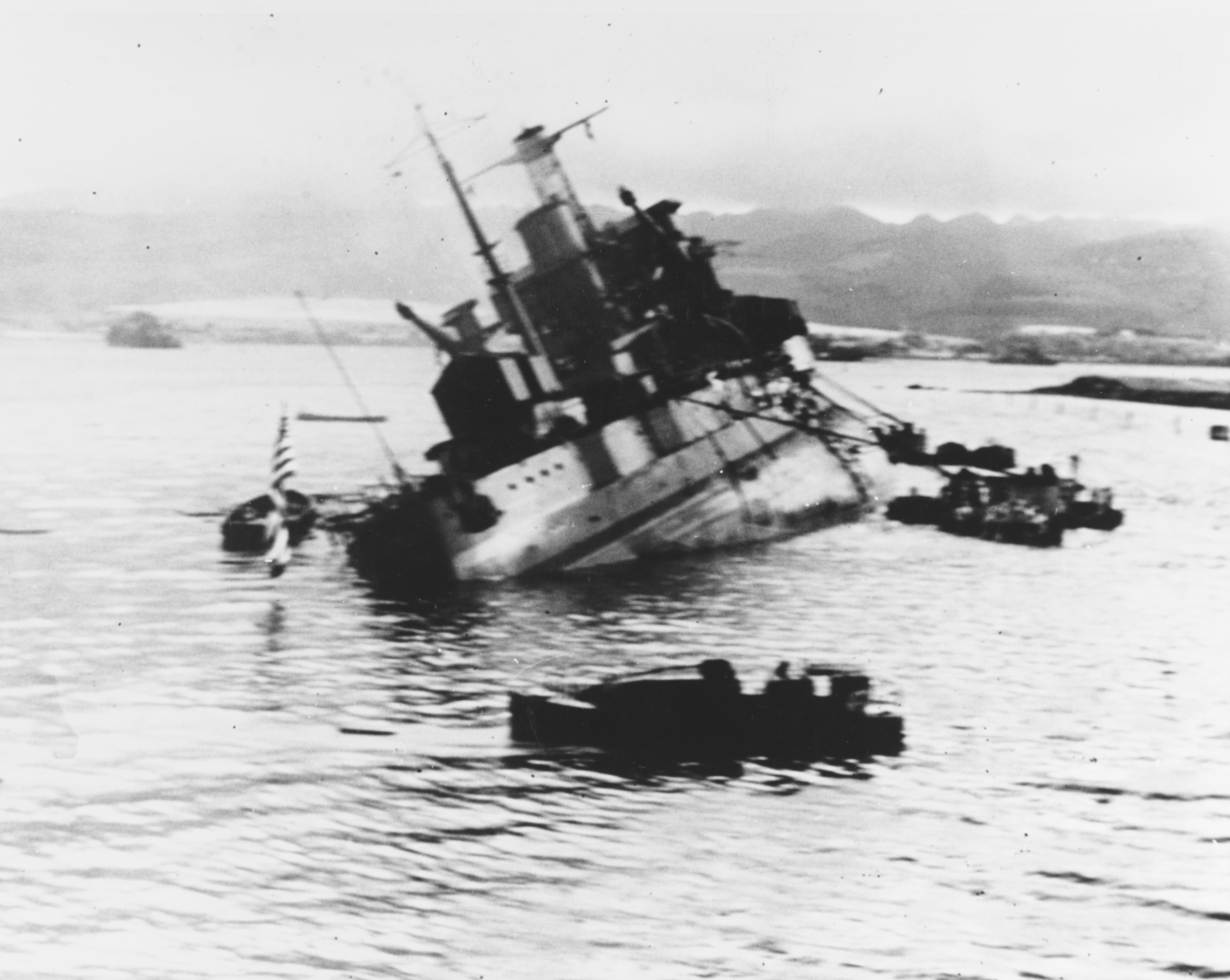
El USS Utah fue alcanzado por un torpedo y volcó pronto en la batalla. Los restos permanecen en Pearl Harbor.

Isoroku Yamamoto estaba descontento con la sincronización de la ruptura de las negociaciones. Comúnmente se piensa que dijo: Me temo que todo lo que hemos hecho no es sino despertar a un gigante durmiente y haberle forzado a tomar una resolución terrible, pero parece que esta frase fue escrita para la película de 1970 Tora! Tora! Tora!. Aunque quizá las palabras no fueron pronunciadas por Yamamoto, la frase parece recoger sus sentimientos acerca del ataque. Hay una grabación suya del año anterior en la que dice «Puedo moverme a mis anchas durante seis meses... después de eso no albergo esperanzas de tener éxito».
En 1942 Saburo Kurusu, antiguo embajador japonés en Estados Unidos, hizo unas declaraciones en la que trazó la «inevitabilidad histórica de la guerra en Asia oriental». Dijo que la guerra era una respuesta a la larga agresión de Washington hacia Japón. De acuerdo con Kurusu, las provocaciones empezaron con el incidente de la San Francisco School y las políticas racistas de los Estados Unidos hacia los inmigrantes japoneses, y culminaron con el beligerante asunto del metal de desecho y el boicot petrolero de Estados Unidos y los países aliados. Sobre el ataque a Pearl Harbor en sí mismo dijo que fue originado en respuesta directa al ultimátum virtual (Nota de Hull) del gobierno de los Estados Unidos y que el ataque sorpresa no fue a traición porque cabía haberlo esperado. De hecho, en Pearl Harbor la flota había comenzado a realizar juegos de guerra y entrenamientos antes del ataque japonés. Sin embargo, los estadounidenses nunca habían imaginado que el ataque viniera sin ninguna declaración de guerra, además de que habían infravalorado las capacidades japonesas. Finalmente, Pearl Harbor y las circunstancias diplomáticas que la rodearon se convertirían en otro de los factores que impulsarían la decisión del gobierno estadounidense de Harry S. Truman en 1945 de atacar al Imperio del Japón lanzando bombas atómicas sobre Hiroshima y Nagasaki para forzar su rendición incondicional y, después, en la justificación estadounidense frente a las posteriores recriminaciones por parte del gobierno de posguerra japonés sobre dicho ataque.

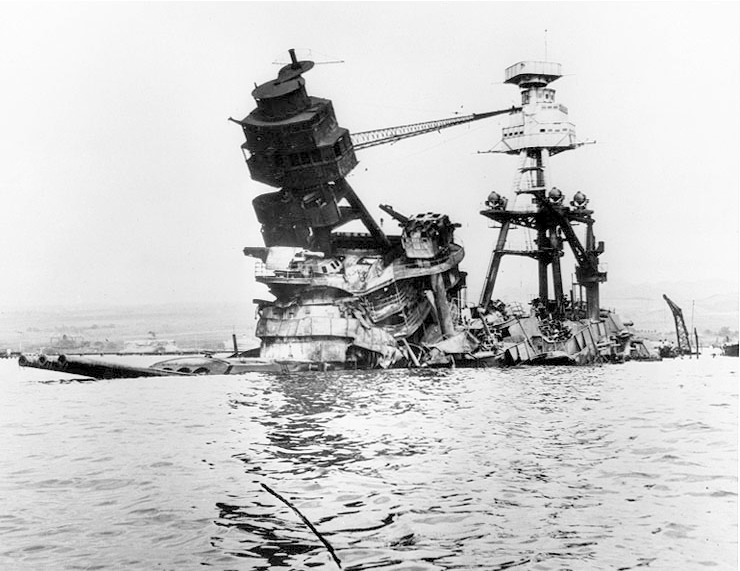
USS Arizona hundido en Pearl Harbor, el 7 de diciembre de 1941, los restos continúan en Pearl Harbor.

Sesenta años después esas opiniones siguen siendo válidas en Japón. Por ejemplo, el periódico Japan Times, el primer diario de Japón en lengua inglesa, ha publicado una serie de columnas a principios del siglo XXI que se hacen eco de los comentarios de Saburo Kurusu en referencia a Pearl Harbor.
Situando Pearl Harbor en su contexto, los escritores contrastan repetidamente los miles de soldados estadounidenses muertos en el ataque con los cientos de miles de civiles japoneses muertos más tarde como resultado de los ataques aéreos de Estados Unidos. Un columnista disculpa el ataque de esta manera:

El ataque de Pearl Harbor no fue una táctica brillante, sino una parte de la estrategia basada en la creencia de que un espíritu firme como el hierro y hermoso como la flor del cerezo podía superar a la superioridad material de Estados Unidos. Esta estrategia resultó defectuosa y la derrota total de Japón la seguiría.

En 1991 se rumoreaba que Japón iba a presentar una disculpa oficial a Estados Unidos por el ataque. Por el contrario, la disculpa no vino en la forma que muchos esperaban. El Ministerio japonés de Asuntos Exteriores hizo unas declaraciones en las que decía que en 1941 Japón había intentado hacer una declaración de guerra formal a Estados Unidos a la 1 de la tarde, hora de Washington, 25 minutos antes de la hora en que había sido previsto que comenzaran los ataques a Pearl Harbor. Parece ser que el gobierno japonés se estaba refiriendo al «Mensaje de 14 partes» que no rompió siquiera formalmente las negociaciones, permitiendo declarar la guerra. Sin embargo, debido a los numerosos retrasos, el embajador japonés fue incapaz de hacer la declaración hasta mucho después de que los ataques hubieran comenzado. La disculpa del gobierno japonés de 1991 solo hacia referencia a este retraso.

## Recreaciones en cine y videojuegos
Cine
- From Here to Eternity (1953). Se trata de los asuntos sociales dentro del ejército. Tiene lugar en la ciudad de Honolulú en 1941, y el ataque desempeña un papel menor.
- Tora! Tora! Tora! (1970). Detallado y realista retrato cinematográfico del ataque de Pearl Harbor.
- The Final Countdown (1980). Es una película de ciencia ficción en la cual el portaaviones moderno USS Nimitz (CVN-68) regresa al pasado justo antes del ataque y sus tripulantes tienen que decidir si intervenir para impedirlo con sus aviones de combate superiores.
- Pearl Harbor (2001). Es un romance ambientado en el ataque, pero de incierta precisión histórica.
- Midway (2020). Aunque la película se centra en la batalla del mismo nombre, en los compases iniciales de la misma se recrea el bombardeo de Pearl Harbor.

Videojuegos
- Pearl Harbor: Zero Hour (2001). Juego para PC en el que se tiene una recreación del ataque y una serie de batallas aeronavales que son (luego del entrenamiento y el primer ataque): Secuelas de Pearl Harbor, Guadalcanal, Midway, Truk, Islas Solomón, Filipinas, Okinawa, Japón.
- Medal of Honor: Rising Sun (2003). El juego recrea desde el principio de manera sorpresiva el ataque a Pearl Harbor. El jugador inicia de inmediato la acción al despertar el personaje en medio del bombardeo. Posteriormente, las batallas van desde Guadalcanal hasta Singapur.
- Medal of Honor: Pacific Assault (2004). En esta edición se recrea en primera persona a un soldado de nombre Tom Conlin. La trama trata principalmente el conflicto de Pearl Harbor hasta la Batalla de Tarawa.
- Heroes of the Pacific (2005). El juego permite al jugador asumir el rol de un piloto de combate llamado William Crowe mientras experimenta las fases de la guerra del Pacífico con Japón, comenzando con el ataque a Pearl Harbor.
- Battlestations Pacific (2009). En la primera misión de la campaña japonesa.
- Azur Lane (2017). Videojuego de disparos de desplazamiento lateral donde algunos de sus personajes son representaciones de los barcos que estuvieron involucrados en esta contienda.